# نيوزيلندا
نيوزيلندا ووردت باسماء: زِيْلَنْدَة أو زِلندة أو زِلندة الجديدة (بالإنجليزية: New Zealand) (بالماورية: Aotearoa‏) هي دولة جزرية تقع في جنوب غرب المحيط الهادئ وتتألّف من جزيرتين رئيسيتين (الجزيرة الشمالية والجزيرة الجنوبية) ومجموعة من الجزر الصغيرة عددها حوالي 600 جزيرة أبرزها جزيرة ستيوارت وجزر تشاتام. الاسم الأصلي لنيوزيلندا بلغة الماوري هو أوتياروا والتي تعني أرض السحابة البيضاء الطويلة. تضم نيوزيلندا أيضاً جزر كوك ونييوي (ذاتية الحكم ولكن بارتباط حر) وتوكلو وتابعية (مطالب نيوزيلندا الإقليمية في القارة القطبية الجنوبية). عاصمتها ويلينغتون وأكبر مدنها أوكلاند.
تشكل نيوزيلندا جزءا من قارة زيلانديا وهي قارة صغيرة مغمورة تقارب في مساحتها نصف حجم دولة أستراليا كانت قد غرق معظمها (93% منها) تدريجيا في أعماق المحيط الهادئ بعد انفصالها عن قارة غندوانا العظيمة. وتبرز نيوزيلندا بعزلتها الجغرافية حيث تقع على بعد حوالي 1,500 كيلومتر (900 ميل) جنوب شرق قارة أستراليا عبر بحر تسمان وعلى بعد 1,000 كيلومتر (600 ميل) عن جيرانها الأقرب إلى الشمال كاليدونيا الجديدة وفيجي وتونغا. يوجد في نيوزيلندا حيوانات مميزة تهيمن عليها الطيور، والتي انقرض العديد منها بعد وصول البشر والثدييات التي أدخلوها. تعود أسباب تنوع التشكيل الطبوغرافي لنيوزيلندا وقمم جبالها الحادة على غرار جبال الألب الجنوبية إلى الزيادة التكتونية للأراضي والثورانات البركانية.
غالبية سكان نيوزيلندا من أصل أوروبي (67.8%)، بينما الماوري الأصليون هم أكبر أقلية 19.6%. يشكل الآسيويون وشعوب جزر المحيط الهادئ أيضاً مجموعات أقلية كبيرة ولا سيما في المناطق الحضرية، اللغة الأكثر شيوعاً هي الإنكليزية 96%.[بحاجة لمصدر]
تعد نيوزيلندا من البلدان المتقدمة حيث تصنف عالياً في التصنيفات الدولية في العديد من المواضيع بما في ذلك التعليم والحرية الاقتصادية وانعدام الفساد، ويشكل معدل البطالة نسبة جد ضعيفة تقدر بنحو 3,5%، كما تصنف مدنها أيضاً باستمرار بين الأكثر ملاءمة للعيش في العالم.
تشارلز الثالث هو ملك نيوزيلندا وقائد الدولة ويمثله الحاكم العام. بينما يمارس السلطة السياسية التنفيذية مجلس الوزراء النيوزيلندي.

## أصل التسمية

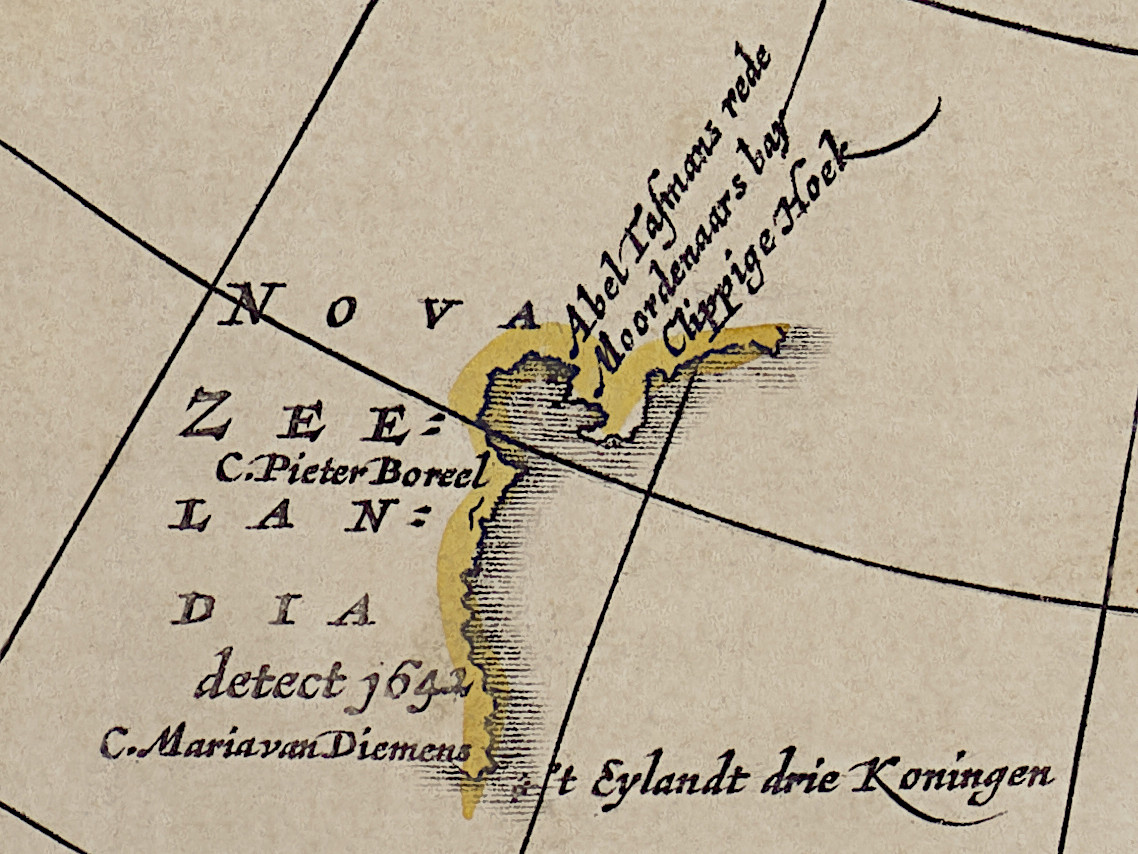
خريطة تظهر الساحل الغربي لنوفا زيلانديا عام 1666

من غير المعروف ما إذا أطلق الماوري اسماً على كامل نيوزيلندا قبل وصول الأوروبيين، على الرغم من أنهم أشاروا إلى الجزيرة الشمالية باسم تي إكا آ ماوي (سمك ماوي) والجزيرة الجنوبية تي واي بونامو (مياه غرينستون) أو كذلك تسمى تي واكا أو أوراكي (زورق أوراكي). حتى أوائل القرن العشرين، سميت الجزيرة الشمالية أيضاً أوتياروا (تعني أرض السحابة البيضاء الطويلة)؛ في الاستخدامات الماورية الحديثة، يشير هذا الاسم إلى البلد بأكمله. كما يستخدم هذا الاسم (أوتياروا) في الإنكليزية أحياناً وحده وفي بعض الاستخدامات الرسمية جنباً إلى جنب مع الاسم الإنكليزي للتعبير عن الاحترام للسكان الأصليين في البلاد، على سبيل المثال في شكل «[اسم المنظمة] من أوتياروا نيوزيلندا».
كان الاسم الأوروبي الأول لنيوزيلندا شتاتن لاندت، وهو الاسم الذي أطلقه عليها المستكشف الهولندي أبل تاسمان، والذي أصبح في عام 1642 أول أوروبي يرى الجزر. افترض تاسمان أن الجزر كانت جزءاً من القارة الجنوبية متصلة بالأرض التي اكتشفت في 1615 قبالة الطرف الجنوبي لأمريكا الجنوبية من قبل جاكوب لو مير، والتي سميت شتاتن لاندت ومعناها «أرض جنرال-الدولة (باللغة الهولندية)».
برز الاسم نيوزيلندا مع رسامي الخرائط الهولنديين، الذين سموا الجزر نوفا زيلنديا تيمناً بمقاطعة زيلند الهولندية. من غير المعلوم من هو أول من صاغ هذا المصطلح، لكنه ظهر لأول مرة في 1645 وربما كان اختيار رسام الخرائط يوهان بلاو. قام المستكشف البريطاني جيمس كوك بتحويل الاسم في وقت لاحق إلى الإنكليزية إلى نيوزيلندا. لا يوجد رابط بين الاسم والجزيرة الدنماركية زيلند.
على الرغم من أن الجزيرتين الشمالية والجنوبية تعرفان بهذين الاسمين منذ سنوات عديدة، فإن المجلس النيوزيلندي الجغرافي ذكر في عام 2009 أن الجزيرتين لا تمتلكان أسماءً رسمية. يعتزم المجلس جعل هذين الاسمين رسميين جنباً إلى جنب مع الأسماء البديلة من لغة الماوري. تشير بعض الخرائط المبكرة إلى ما يعرف حالياً بالجزيرة الجنوبية باسم الجزيرة الوسطى. استخدمت عدة أسماء ماورية للدلالة على الجزيرتين، إلا أن مفوض اللغة الماورية إريما هيناري يرى في تي إيكا آ ماوي وتي واي بونامو الخيارات الأرجح.

## التاريخ

### المستوطنون البولينيزيون

استوطن الماوري نيوزيلندا من شرقي بولينيزيا، مختتمين سلسلة طويلة من الرحلات.

نيوزيلندا واحدة من أواخر الأراضي استيطاناً في العالم. أول من استوطن الجزيرة كانوا البولينيزيين الشرقيين الذين - وفقاً لمعظم الباحثين - وصلوا البلاد بالزوارق في حوالي 1250-1300 م. اقترح بعض الباحثين موجات أبكر من الوافدين تعود إلى 50-150م؛ هؤلاء الشعوب إما ماتوا في الجزر أو تركوها. على مر القرون التالية، طور هؤلاء المستوطنون ثقافة متميزة تعرف الآن باسم الماوري. تم تقسيم السكان إلى إيوي (قبائل) وهابو (بطون) والتي قد تتعاون أو تتنافس أو تتحارب في بعض الأحيان مع بعضها البعض. في مرحلة ما هاجر الماوري إلى جزر تشاتام حيث طوروا ثقافة الموريوري المتميزة.

### المستكشفون الأوروبيون
أول من وصل نيوزيلندا من الأوروبيين المستكشف الهولندي أبل تسمان عام 1642. قتل أربعة من أفراد الطاقم الأوروبيين ولم يزر الجزر أي من الأوروبيين حتى رحلة المستكشف البريطاني جيمس كوك بين 1768-1771. وصل كوك نيوزيلندا في عام 1769 ورسم خريطة الساحل بأكمله تقريباً. زار نيوزيلندا بعد كوك العديد من الأوروبيين والأمريكيين بغرض صيد الحيتان والفقم والتجارة. تاجروا الأغذية والبضائع الأوروبية وخاصة الأدوات المعدنية والأسلحة مقابل الخشب والغذاء والماء والتحف الماورية وأحياناً تاجر الأوروبيون البضائع مقابل الجنس.
عدلت البطاطا والبنادق من وجه الزراعة والحرب الماورية، على الرغم من أن حروب البنادق الناجمة توقفت بعد تعديل الخلل في تسلح القبائل. بدأ المبشرون المسيحيون بالاستقرار في نيوزيلندا منذ أوائل القرن التاسع عشر، وفي نهاية المطاف تحول معظم السكان الماوري على الرغم من أن نجاحاتهم الأولية كانت أساساً بين العناصر الساخطة في المجتمع.
بسبب انعدام القانون في المستوطنات الأوروبية وتزايد الاهتمام الفرنسي في المنطقة، قامت الحكومة البريطانية بتعيين جيمس باسبي كمقيم بريطاني إلى نيوزيلندا في عام 1832. فشل باسبي في فرض القانون والنظام في الاستيطان الأوروبي، لكنه أشرف على تشكيل العلم الوطني الأول في 20 مارس 1834، بعد أن تم إيقاف سفينة نيوزيلندية غير مسجلة في أستراليا. في أكتوبر 1835، بعثت القبائل المتحدة في شمال نيوزيلندا إعلان الاستقلال إلى الملك وليام الرابع ملك المملكة المتحدة، وطالبين منه الحماية. دفعت الاضطرابات المستمرة والوضع القانوني لإعلان الاستقلال بوزارة المستعمرات لإرسال الكابتن وليام هوبسون من البحرية الملكية إلى نيوزيلندا لفرض سيادة التاج البريطاني والتفاوض على معاهدة مع الماوري. وقعت معاهدة وايتانغي في خليج الجزر في 6 فبراير 1840. جرت صياغة الوثيقة بطريقة ضعيفة واستمر الارتباك والاختلاف حول ترجمة الوثيقة. رغم ذلك تعد المعاهدة كوثيقة ميلاد نيوزيلندا كأمة ويعتبرها الماوري كضمانة لحقوقهم.
رداً على محاولات شركة نيوزيلندا الساعية لإقامة مستعمرة منفصلة في ويلينغتون، والمطالب الفرنسية في أكاروا وهوبسون، أعلن الجنرال الحاكم السيادة البريطانية على كامل نيوزيلندا يوم 21 مايو 1840. نشر إعلانان في جريدتي أدفرتايزر نيوزيلندا وإصدار غازيت خليج الجزر في 19 يونيو 1840 «مؤكداً على أساس الاكتشاف الحقوق السيادية لجلالتها على الجزر الجنوبية لنيوزيلندا والتي تعرف باسم الجزيرة الوسطى (الجزيرة الجنوبية حاليا) وجزيرة ستيوارت والجزيرة التي تسمى الجزيرة الشمالية، والتنازل عن السيادة لصاحبة الجلالة». توسع الإعلان الثاني حول كيفية السيادة على «الجزيرة الشمالية» بموجب المعاهدة في فبراير.
تحت الحكم البريطاني، كانت نيوزيلندا في البداية جزءاً من مستعمرة نيوساوث ويلز، لكنها أصبحت مستعمرة تاج منفصلة في 1841. في البداية اختار هوبسون مدينة أوكياتو عاصمة في عام 1840، قبل نقل مقر الحكومة إلى أوكلاند في 1841. وصلت أعداد متزايدة من المستوطنين الأوروبيين إلى نيوزيلندا وخاصة من الجزر البريطانية. كان الماوري في البداية حريصين على التجارة مع 'باكيها' (الأوروبيون بلغة الماوري) حيث أصبحت العديد من القبائل غنية. مع ازدياد أعداد المستوطنين، بدأت الصراعات على الأرض وأدت إلى حروب أرض نيوزيلندا في الستينيات والسبعينيات من القرن التاسع عشر، مما أدى إلى فقدان ومصادرة الكثير من أراضي الماوري. لا تزال تفاصيل الاستيطان الأوروبي والاستيلاء على أراضي الماوري مثيرة للجدل.

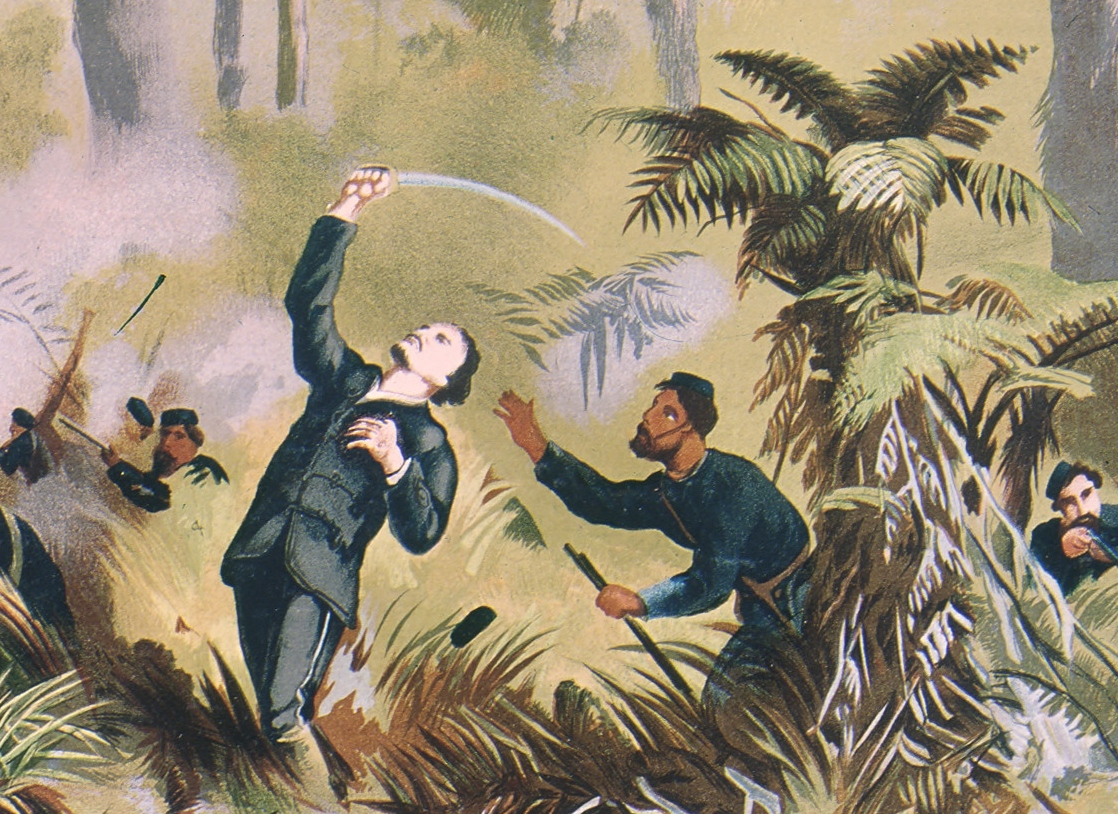
غوستافوس فون تمبسكي مصاباً في حروب أرض نيوزيلندا

تشكلت حكومة ممثلة لتلك المستعمرة في عام 1852 بعدما مرر في المملكة المتحدة قانون نيوزيلندا 1852. اجتمع البرلمان النيوزيلندي الأول في عام 1854. في عام 1856 أصبحت نيوزيلندا مستعمرة ذاتية الحكم مع منح الحكومة المسؤولية على جميع المسائل المحلية الأخرى عدا سياسة الأصليين. ستنقل السلطة في هذا الصدد إلى الإدارة الاستعمارية في ستينيات القرن التاسع عشر.
في 1863 مرر رئيس الوزراء ألفريد دوميت قراراً بنقل العاصمة إلى مكان في مضيق كوك وذلك بسبب القلق على ما يبدو أن الجزيرة الجنوبية قد تشكل مستعمرة منفصلة. نصح المفوضون من أستراليا (الذي اختيروا لوضعهم المحايد) بمدينة ويلينغتون كعاصمة مناسبة بسبب مينائها وموقعها المركزي، ونقل البرلمان إلى مدينة ويلينكتون رسمياً للمرة الأولى في عام 1865. في عام 1893 أصبحت نيوزيلندا البلد الأول في العالم الذي يمنح جميع النساء الحق في التصويت.

### القرنان العشرون والحادي والعشرون
في عام 1907 أعلنت نيوزيلندا نفسها دومينيون داخل الإمبراطورية البريطانية. في عام 1947 اعتمدت البلاد النظام الأساسي لوستمنستر، مما جعل من نيوزيلندا عضواً في عالم الكومنولث، على الرغم من أن بريطانيا عملياً لم تعد تلعب دوراً هاماً في إدارة نيوزيلندا منذ فترة طويلة. أصبحت البلاد أكثر استقلالية من الناحية السياسية، ومع ذلك، أصبحت أكثر اعتماداً اقتصادياً؛ في تسعينيات القرن التاسع عشر، سمح الشحن المبرد بتصدير اللحوم ومنتجات الألبان إلى بريطانيا، وهي تجارة وفرت الأساس للنمو الاقتصادي القوي في نيوزيلندا.

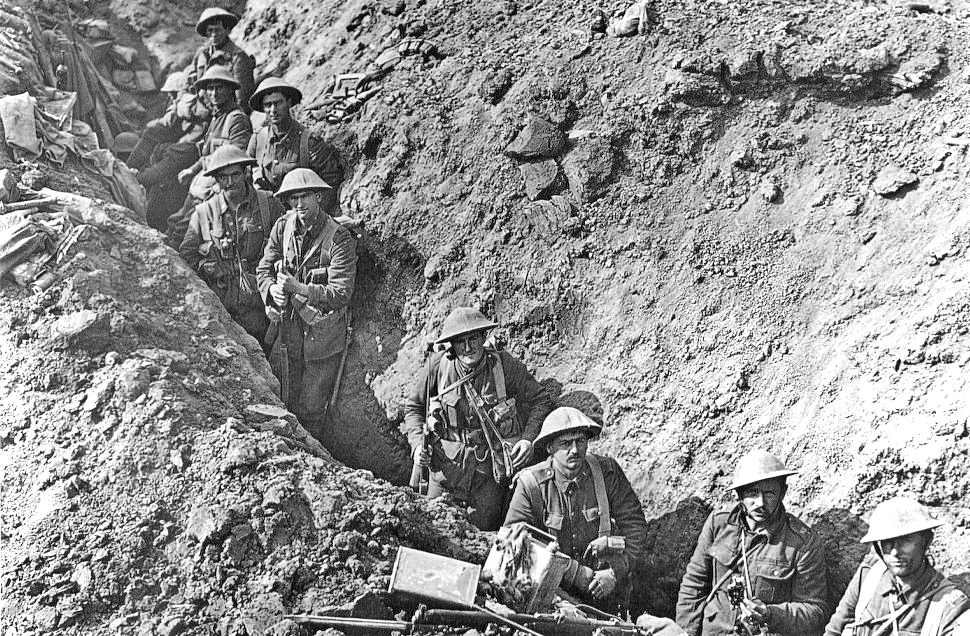
مشاة من الفيلق الثاني، كتيبة أوكلاند في معركة السوم سبتمبر 1916.

كانت نيوزيلندا عضواً متحمساً في الإمبراطورية البريطانية، حيث شاركت في القتال في حرب البوير والحرب العالمية الأولى والحرب العالمية الثانية ولا سيما في معركة بريطانيا ودعمت بريطانيا في أزمة قناة السويس. كانت البلاد جزءاً من الاقتصاد العالمي وعانت كما عانى آخرون في الكساد العظيم في ثلاثينيات القرن الماضي. أدى الكساد إلى انتخاب الحكومة العمالية الأولى، التي أنشأت دولة الرفاهية الاجتماعية الشاملة ووظفت مفهوم الحمائية في الاقتصاد.

تينو رانغاتيراتانغا علم سيادة ماوري

شهدت نيوزيلندا رخاء متزايداً بعد الحرب العالمية الثانية. بيد أن بعض المشاكل الاجتماعية طفت على السطح؛ بدأ الماوري في مغادرة الحياة الريفية التقليدية والانتقال إلى المدن بحثاً عن العمل. تطورت في النهاية حركة احتجاج ماورية انتقدت المركزية الأوروبية، وعملت لمزيد من الاعتراف بثقافة الماوري ومعاهدة وايتانغي، التي شعروا بأنه لم يتم الوفاء بها بالكامل.
في عام 1975، تشكلت محكمة وايتانغي للتحقيق في الانتهاكات المزعومة للمعاهدة، ومكنت من التحقيق في المظالم التاريخية في عام 1985. كما هو الحال في غيرها من الدول المتقدمة، تغير تسارع التطورات الاجتماعية في السبعينات وتبدلت الأعراف الاجتماعية والسياسية.
أدت عضوية بريطانيا في السوق الأوروبية المشتركة في 1973 إلى تراجع كبير في قدرة نيوزيلندا على الوصول إلى أكبر أسواقها السابقة. في عام 1953، ذهب ثلثا صادرات نيوزيلندا إلى بريطانيا، لكن بحلول عام 2003 انخفضت هذه النسبة إلى 4.65 ٪. أدى هذا والصدمات النفطية في السبعينات إلى تغييرات هامة اقتصادية واجتماعية خلال الثمانينيات في ظل حكومة حزب العمل الرابعة والتي قادها روجر دوغلاس وزير المالية، والذي يشار إلى سياساته عادة باسم روجرنوميكس.

## السياسة والحكومة

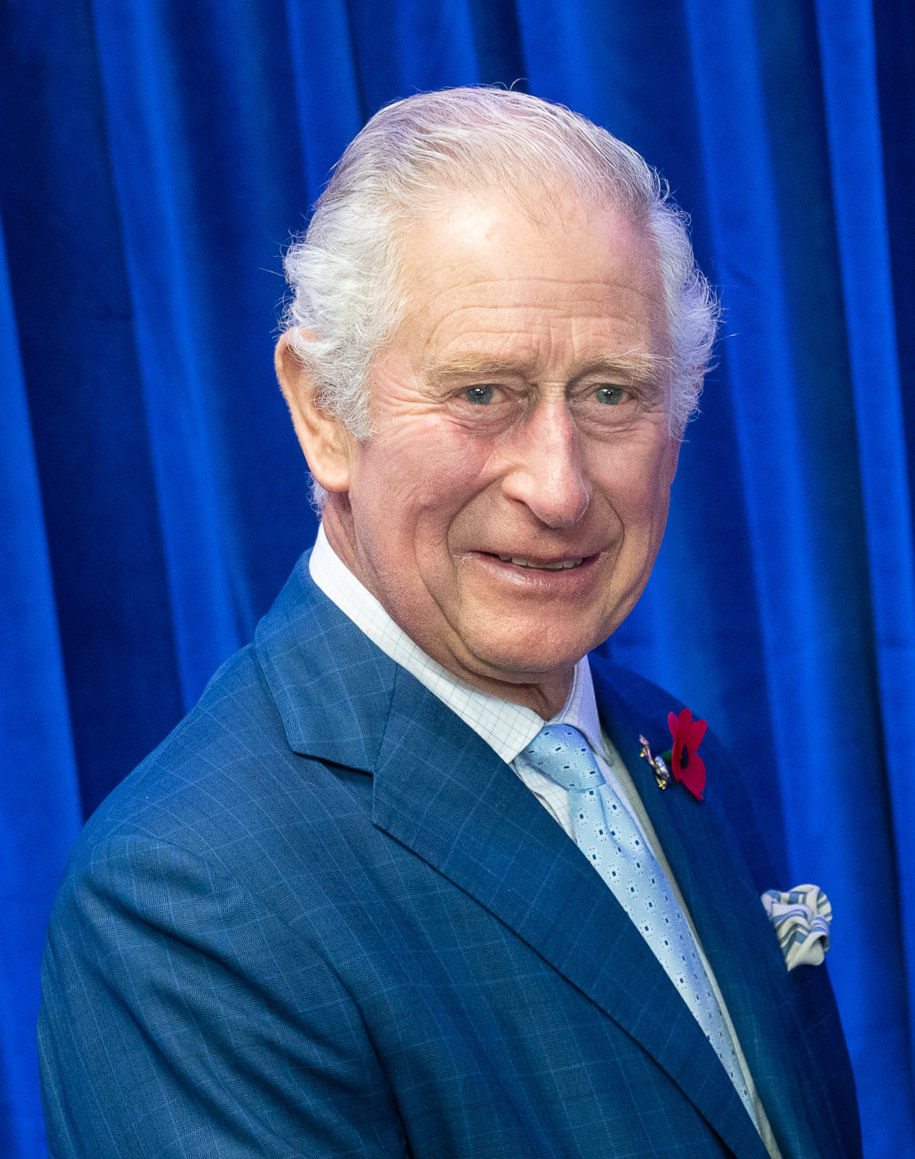
تشارلز الثالث ملك نيوزيلندا

نيوزيلندا نظاماً ملكياً دستورياً ذا ديمقراطية برلمانية. على الرغم من أنها لا تمتلك دستوراً، إلا أن قانون الدستور لعام 1986 هو البيان الرسمي الرئيسي للهيكل الدستوري النيوزيلندي. وصف الدستور بأنه إلى حد كبير «غير مكتوب» و«خليط من القوانين والاتفاقيات الدستورية.» الملك تشارلز الثالث هو قائد الدولة ويدعى ملك نيوزيلندا بموجب قانون الألقاب الملكية لعام 1974. يمثلها الحاكم العام، الذي يعين بناء على المشورة الخالصة لرئيس مجلس الوزراء.

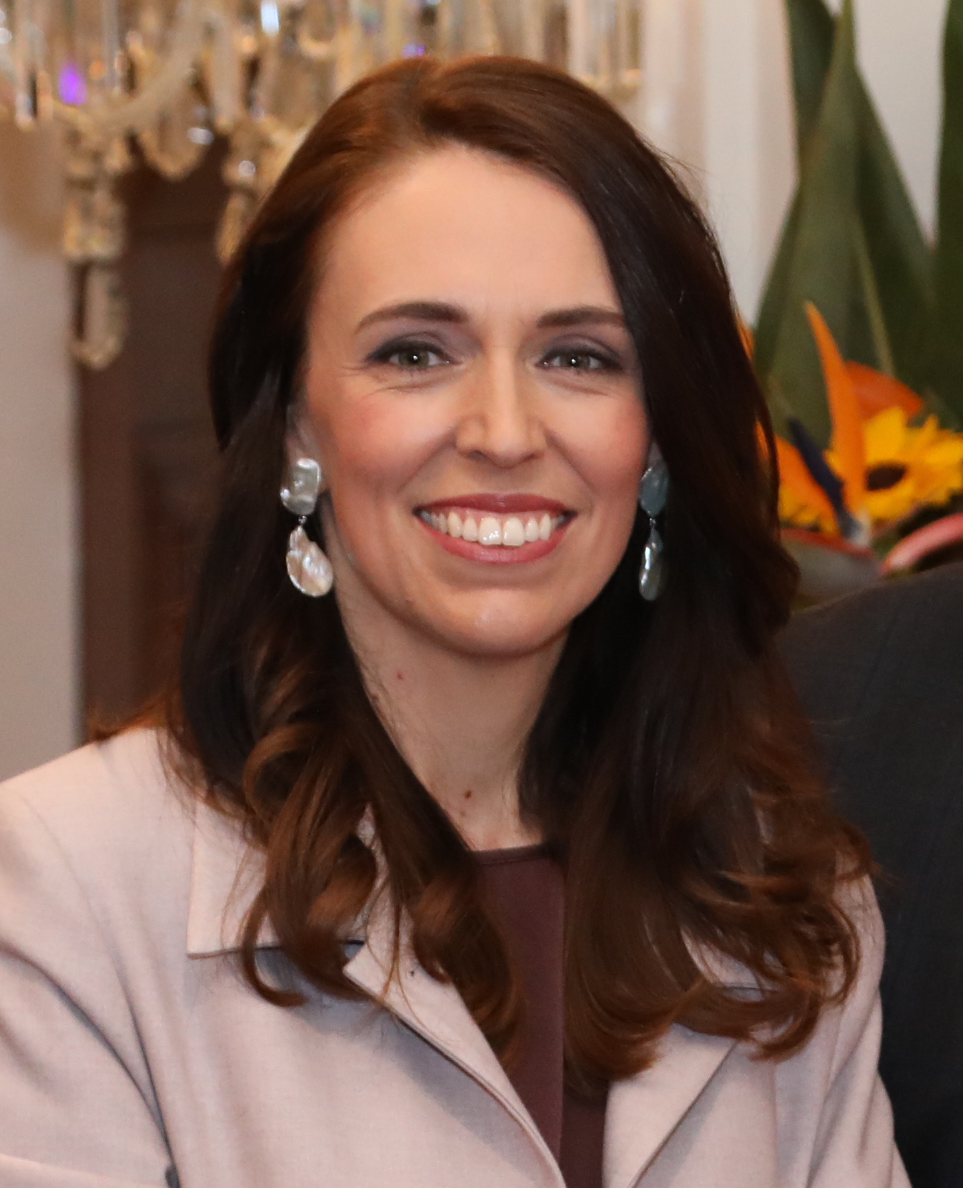
جاسيندا أرديرن تولت رئاسة الوزراء سنة 2017 كأصغر رئيسة للوزراء في نيوزلندا منذ 150 عاماً

يمارس الحاكم العام صلاحيات الملك مثل سلطة تعيين وإقالة الوزراء وحل البرلمان وفي حالات نادرة الصلاحيات الاحتياطية. يرأس الحاكم العام أيضاً المجلس التنفيذي، وهو لجنة رسمية تتألف من جميع وزراء التاج. تتمثل المهمة الرئيسية الدستورية للحاكم العام في «اتخاذ الترتيبات اللازمة لزعماء أحزاب الأغلبية السياسية لتشكيل الحكومة»؛ من قبل المؤتمر الدستوري، الحاكم العام «يعمل على تقديم المشورة للوزراء الذين لديهم دعم الأغلبية في البرلمان.» تتمثل السلطة التشريعية في البرلمان المنتخب ديمقراطياً في نيوزيلندا وفي بقية الوزراء. لا يمكن للملك أو الحاكم العام عادة ممارسة أي سلطة من دون مشورة من مجلس الوزراء، إلا في الظروف التي لا يوجد فيها مجلس الوزراء أو عندما يفقد مجلس الوزراء ثقة البرلمان.
يجب أن يكون أعضاء المجلس التنفيذي أعضاء في البرلمان، ومعظمهم أيضاً في مجلس الوزراء. مجلس الوزراء هو أعلى هيئة تصنع السياسات ويقودها رئيس الوزراء، الذي هو أيضاً رئيس البرلمان من التحالف أو الحزب الحاكم. وهو أعلى هيئة صنع قرار في الحكومة.
يتألف برلمان نيوزيلندا من غرفة واحدة هي مجلس النواب والذي يضم عادة 120 عضوا.
تجرى الانتخابات البرلمانية العامة كل ثلاث سنوات تحت شكل من أشكال التمثيل النسبي يدعى التمثيل النسبي المختلط. توضح مجلة الايكونومست:
نجم عن الانتخابات العامة 2008 مقعدان إضافيان، يشغلهما حزب الماوري ويرجع ذلك إلى أن ذلك الحزب كسب مقاعداً في الدوائر الانتخابية أكثر مما تمنحه حصته النسبية.
من أكتوبر 2005 حتى نوفمبر 2008، كانت حكومة حزب العمال في ائتلاف رسمي مع الحزب التقدمي الذي مثله في البرلمان جيم اندرتون نائباً وحيداً. بالإضافة إلى ذلك، قدم حزبا نيوزيلندا أولاً والمستقبل الموحد الثقة والدعم للحكومة في مقابل تنصيب قادتهم وزراء خارج الحكومة. كما جرت تسوية مع حزب الخضر، الذي أعطى الالتزام بعدم التصويت ضد الحكومة على الثقة. في عام 2007 حصل حزب العمل أيضاً على التصويت بالوكالة عن النائب تايتو فيليب فيلد النائب العمالي السابق. ضمنت تلك الترتيبات حكومة أغلبية من سبعة نواب عند التصويت على الثقة.
هزم حزب العمل من قبل الحزب الوطني في الانتخابات العامة في 8 نوفمبر 2008. عقب الانتصار، باشر الزعيم الوطني جون كي بسرعة في تشكيل الحكومة، وتفاوض على اتفاقات ائتلافية مع حزب أكت اليميني بقيادة رودني هايد وحزب المستقبل الموحد الوسط رغم امتلاكه مقعداً وحيداً احتفظ به زعيمه بيتر دن وحزب الماوري بقيادة تاريانا توريا وبيتا شاربلز. حصد كل من هؤلاء القادة مناصب وزارية لكنهم بقوا خارج مجلس الوزراء. هناك ثلاثة أحزاب في المعارضة: حزب العمل بقيادة فيل جوف والخضر بقيادة مشتركة لكل من توري متيريا وراسل نورمان والحزب التقدمي بقيادة جيم اندرتون.
أعلى محكمة في نيوزيلندا هي المحكمة العليا التي أنشئت في عام 2004 بعد صدور قانون المحكمة العليا عام 2003. ألغى القانون خيار الاستئناف أمام مجلس الملكة الخاص في لندن. رئيس القضاة الحالي هي السيدة سيان الياس. يشمل القضاء النيوزيلندي أيضاً محكمة الاستئناف. تتعامل المحكمة العليا مع الجرائم الخطيرة والشؤون المدنية على مستوى المحاكمة والاستئنافات من المحاكم والهيئات القضائية الأدنى.
يمكن للقضاء في بعض الأحيان أن يضع قيودا على أعمال البرلمان، كما تتيح شرعة الحقوق النيوزيلندية لعام 1990 مراجعة القضاء للسلطة التنفيذية. لا توجد وثيقة رسمية تحدد سلطة المراجعة القضائية. يستقل البرلمان عن التعيينات غير السياسية ويحتفظ بقواعد صارمة فيما يتعلق بحيازة المنصب.
نيوزيلندا هي البلد الوحيد في العالم التي احتلت النساء جميع مناصبها العليا في وقت واحد: (الملكة) اليزابيث الثانية و (الحاكم العام) السيدة سيلفيا كارترايت و (رئيس الوزراء) هيلين كلارك و (المتحدثة باسم مجلس النواب) مارغريت ويلسون و (كبيرة القضاة) السيدة سيان الياس كل في مكتبه بين مارس 2005 وأغسطس 2006. أكبر شركات نيوزيلندا المدرجة هي نيوزيلندا للاتصالات وترأس مجلسها التنفيذي امرأة هي تيريزا غاتونغ في ذلك الوقت.

### العلاقات الخارجية والقوات المسلحة
تحتفظ نيوزيلندا بملف قوي في مجال حماية البيئة وحقوق الإنسان والتجارة الحرة ولا سيما في مجال الزراعة. نيوزيلندا عضو في رابطة الكومنولث ومنظمة التعاون والتنمية الاقتصادية والترتيبات الدفاعية للقوى الخمس وابيك وقمة شرق آسيا والأمم المتحدة. نيوزيلندا طرف في عدد من اتفاقات التجارة الحرة والتي من أهمها اتفاقية التجارة الحرة مع الصين وتوثيق العلاقات الاقتصادية مع أستراليا.

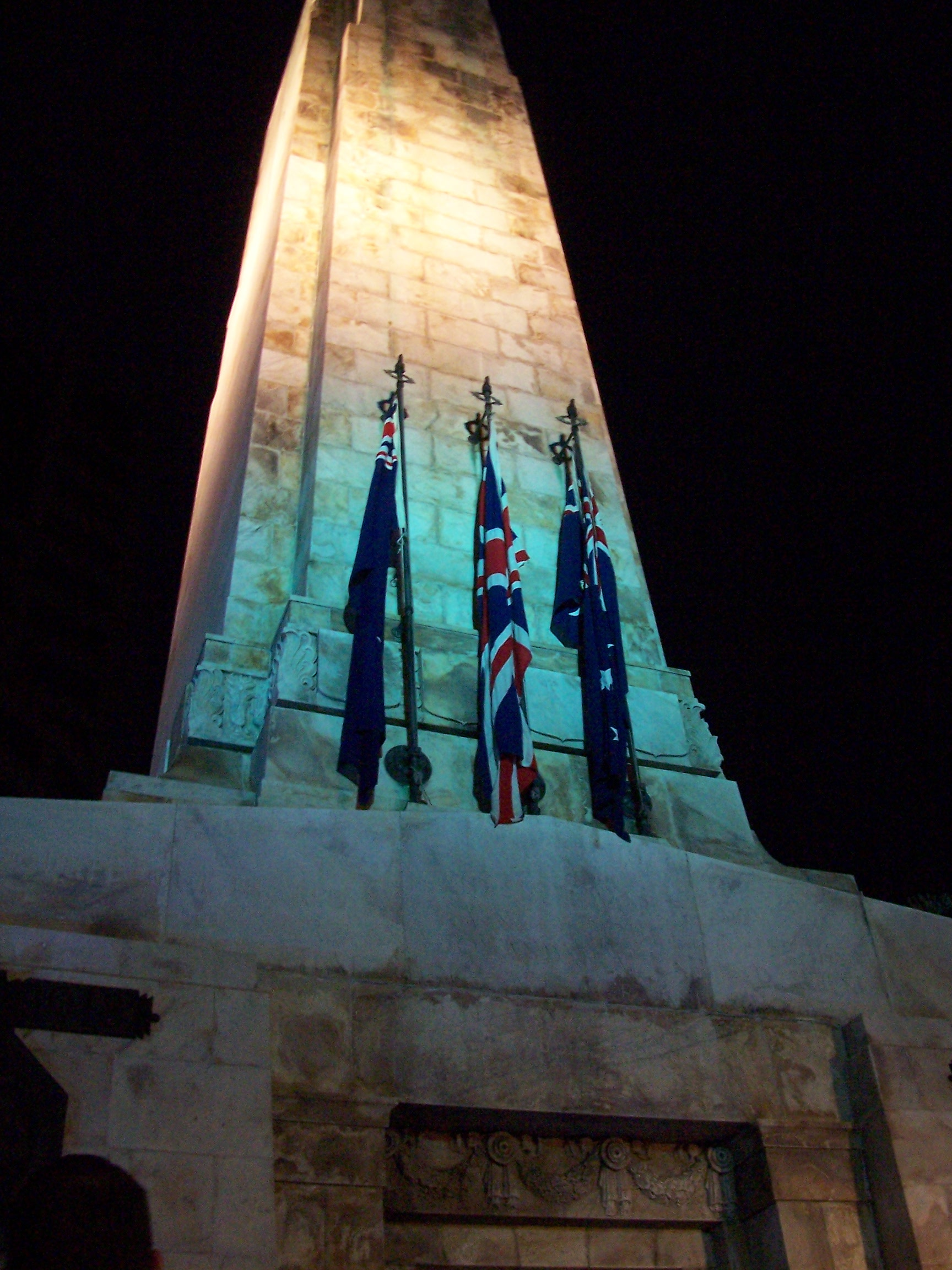
مكتب أنزاك داون في ويلينغتون 2007. الأعلام من اليمين لليسار: أستراليا والمملكة المتحدة ونيوزيلندا

خلال المائة سنة الأولى، تبعت نيوزيلندا المملكة المتحدة بشأن السياسة الخارجية. في إعلان الحرب على ألمانيا في 3 سبتمبر 1939، أعلن رئيس الوزراء مايكل سافاج «حيث تذهب، نذهب؛ حيث تقف، نقف.»
كان للحربين العالميتين تأثير ملحوظ، حيث فقدت نيوزيلندا الكثير من شبابها في أماكن مثل غاليبولي (حيث تشكلت تقاليد انزاك مع أستراليا) وكريت والعلمين وكاسينو. لعبت نيوزيلندا دوراً محورياً مع بريطانيا في معركتين شهيرتين هما المعركة البحرية في ريفر بلايت ومعركة بريطانيا الجوية. خلال الجزء المتعلق بالمحيط الهادئ من الحرب العالمية الثانية، كان للولايات المتحدة أكثر من 400,000 من الأفراد العسكريين الأمريكيين المرابطين في نيوزيلندا استعدادا لمعارك حاسمة مثل تاراوا وغوادالكانال وسايبان ومعركة ايو جيما
بعد الحرب مارست الولايات المتحدة تأثيراً متزايداً على الثقافة ونال الشعب النيوزيلندي شعوراً أوضح بالهوية الوطنية. انضمت أستراليا ونيوزيلندا والولايات المتحدة في معاهدة الأمن أنزوس في عام 1951 وحاربت في وقت لاحق إلى جانب الولايات المتحدة في كل من كوريا وفيتنام. على النقيض من ذلك، ركزت المملكة المتحدة بشكل متزايد على مصالحها الأوروبية في أعقاب أزمة السويس، واضطرت نيوزيلندا لتطوير أسواق جديدة بعد انضمام المملكة المتحدة إلى السوق الأوروبية المشتركة في 1973.

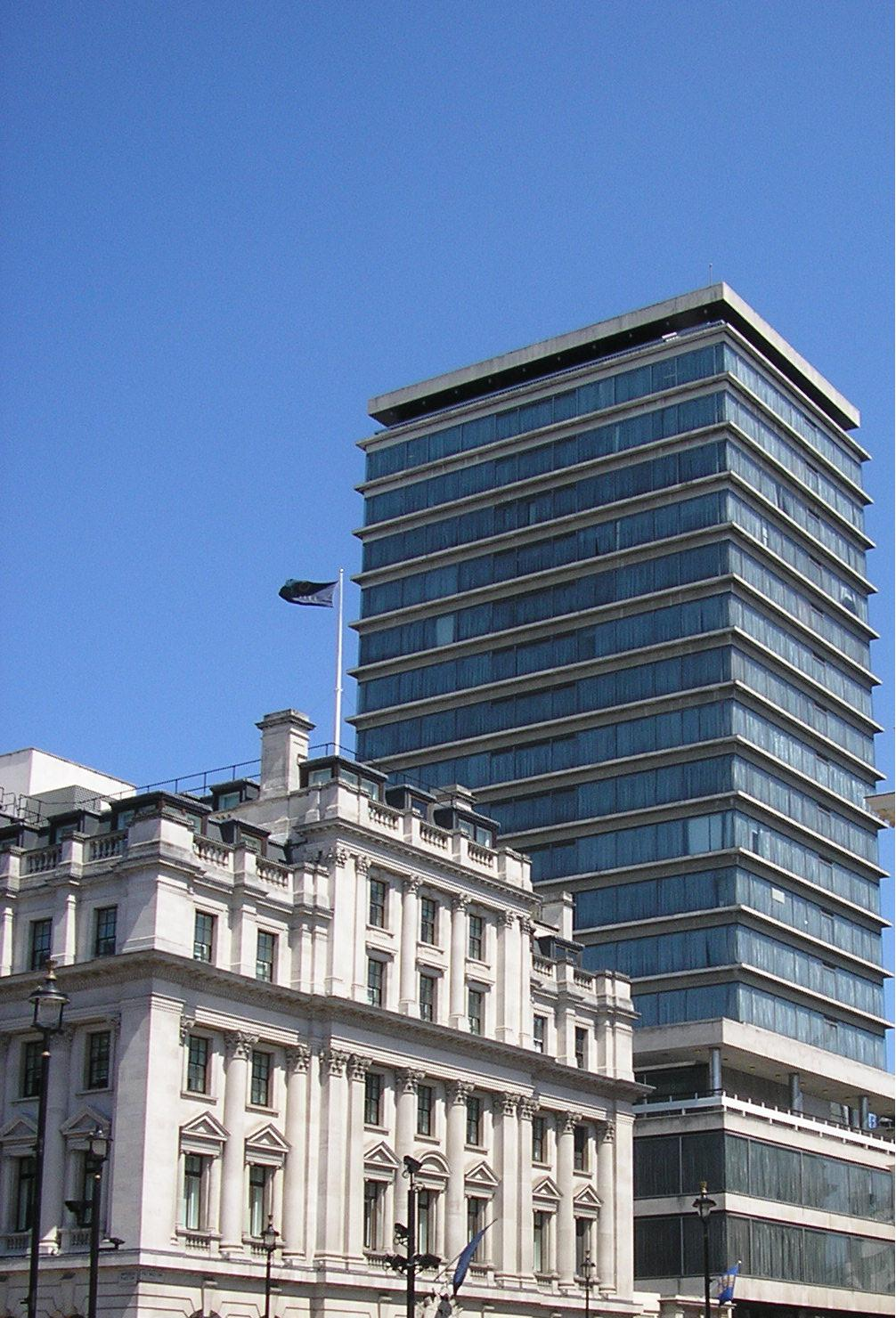
بيت نيوزيلندا، مقر البعثة النيوزيلندية العليا في لندن

عملت نيوزيلندا تقليديا بشكل وثيق مع أستراليا والتي اتبعت سياسة خارجية مماثلة تاريخياً. تشكلت هذه العلاقات الوثيقة في غاليبولي وهي جزء من روح اتفاق انزاك الذي يشكل حجر الزاوية في علاقات كلا البلدين. في المقابل، تتطلع العديد من جزر المحيط الهادئ مثل ساموا لقيادة نيوزيلندا. ضعف النفوذ الاميركي في نيوزيلندا بعد خيبة الأمل في حرب فيتنام وغرق سفينة رينبو واريور من طرف فرنسا (و التي فشلت بريطانيا والولايات المتحدة في انتقادها)، والخلافات حول قضايا التجارة البيئية والزراعية وسياسة نيوزيلندا الخالية من الأسلحة النووية.
في حين كانت معاهدة أنزوس يوماً متبادلة بين أستراليا ونيوزيلندا والولايات المتحدة، فقد تغير الحال. في فبراير 1985، رفضت نيوزيلندا دخول السفن المسلحة نووياً أو التي تعمل بالطاقة النووية موانئها. أصبحت نيوزيلندا منطقة خالية من الأسلحة النووية في يونيو 1987 وهي أول دولة متحالفة مع الغرب تقوم بذلك. في عام 1986، أعلنت الولايات المتحدة أنها ستعلق التزاماتها في معاهدة الأمن تجاه نيوزيلندا في انتظار استعادة الوصول إلى موانئها.
يمنع قانون نزع السلاح وإخلاء نيوزيلندا من السلاح النووي والحد من التسلح لعام 1987 وضع أسلحة نووية على أراضي نيوزيلندا ودخول السفن المسلحة النووية أو الصاروخية مياه نيوزيلندا. هذا التشريع لا يزال مصدرا للخلاف وأساساً لتعليق الولايات المتحدة المستمر لالتزامات المعاهدة مع نيوزيلندا.

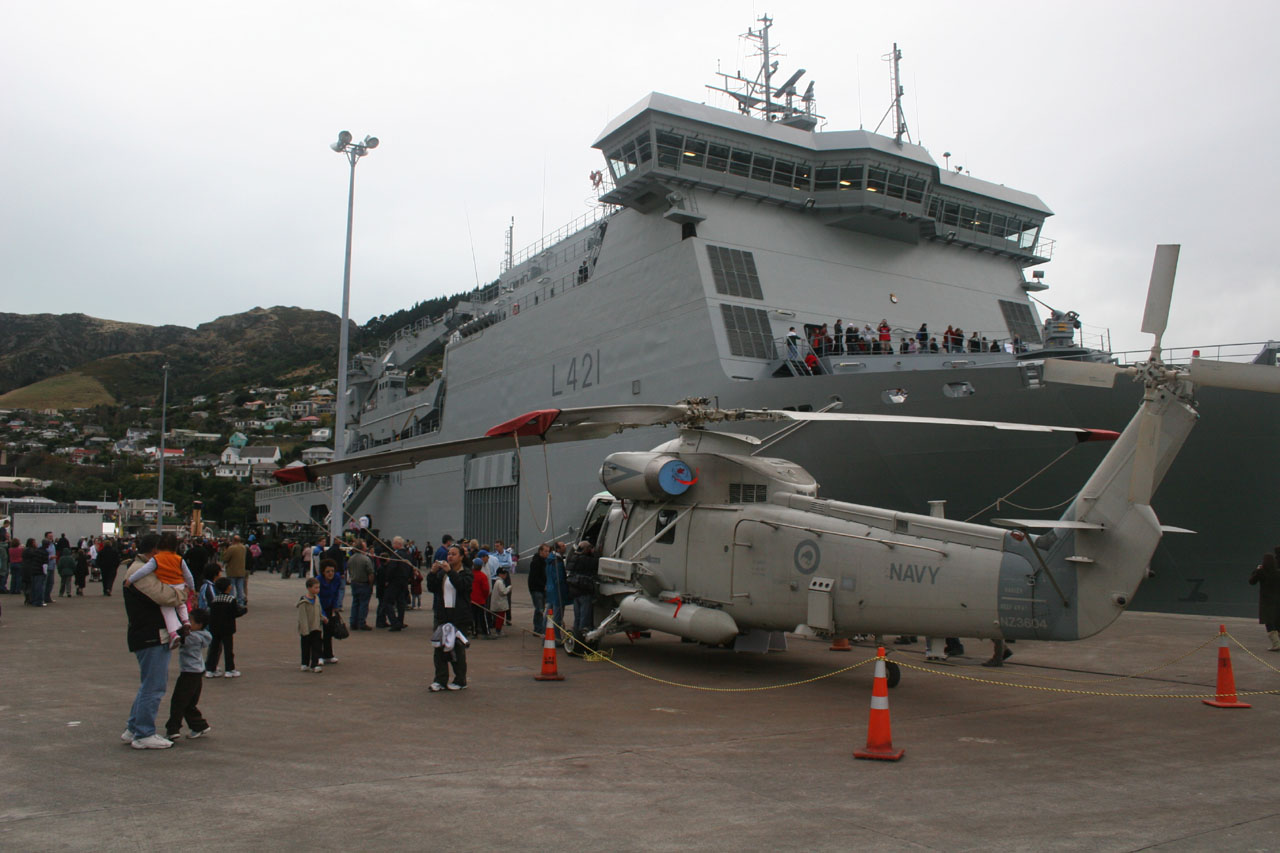
اتش ام ان زي اس كانتربيري، وهي سفينة متعددة المهام تتبع البحرية الملكية النيوزيلندية

في نيوزيلندا، دارت حروب متعددة بين الإيوي أنفسهم وبينهم وبين المستوطنين البريطانيين. حاربت نيوزيلندا في حرب البوير الثانية والحرب العالمية الأولى والحرب العالمية الثانية والحرب الكورية وطوارئ الملايا (و أرسلت قوات ومقاتلات وقاذفات للمواجهة اللاحقة مع إندونيسيا) وحرب فيتنام وحرب الخليج وحرب أفغانستان. كما أرسلت أيضاً وحدة من سلاح المهندسين للمساعدة في إعادة بناء البنية التحتية العراقية لمدة عام واحد خلال الحرب على العراق. اعتباراً من أكتوبر 2009، كانت قوات نيوزيلندا لا تزال نشطة في أفغانستان.
قوة الدفاع النيوزيلندية تتألف من ثلاثة فروع هي الجيش والبحرية الملكية وسلاح الجو الملكي. ترى نيوزيلندا أن دفاعها الوطني الخاص يجب أن يكون متواضعاً، وقامت بتفكيك قدراتها القتالية الجوية في عام 2001. ساهمت نيوزيلندا في قوات بعثات حفظ السلام الأخيرة الإقليمية والعالمية، بما في ذلك تلك الموجودة في قبرص والبوسنة والهرسك والصومال وسيناء وأنغولا وكمبوديا والحدود الإيرانية العراقية وبوغانفيل وتيمور الشرقية وجزر سليمان.

### الحكومة المحلية والمناطق الخارجية
قسم المستوطنون الأوروبيون الأوائل نيوزيلندا إلى مقاطعات. ألغيت هذه المقاطعات في عام 1876 لصالح مركزية الحكومة لأسباب مالية. نتيجة لذلك لا تمتلك نيوزيلندا كيانات دون وطنية مثل الولايات أو المحافظات أو المقاطعات وبغض النظر عن الحكومة المحلية. لكن روح المقاطعات لا تزال حية وهناك منافسة شديدة تبرز في الأنشطة الرياضية والثقافية. منذ 1876، تدير الحكومة المحلية مناطق نيوزيلندا المختلفة.
في عام 1989، قامت الحكومة بإعادة التنظيم الكلي للحكومة المحلية، منفذة الهيكل الحالي من مستويين من المجالس الإقليمية والسلطات المحلية التي تشكلت بموجب قانون الحكم المحلي عام 2002. استبدل قانون إدارة الموارد 1991 قانون تخطيط المدينة والريف كتشريع التخطيط الرئيسي للحكومة المحلية.

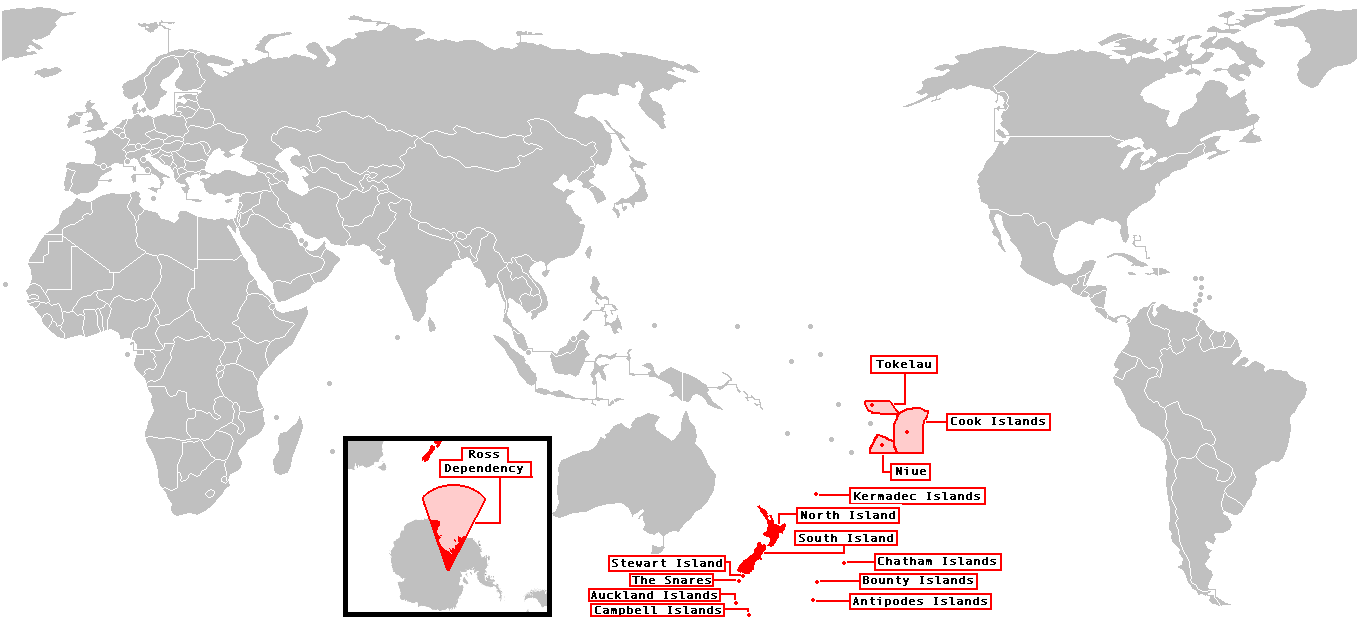
عالم نيوزيلندا

تمتلك نيوزيلندا 12 من المجالس الإقليمية لإدارة المسائل البيئية الإقليمية والنقل و 73 من السلطات المحلية التي تدير الطرقات والصرف الصحي وتصريحات البناء والمسائل المحلية الأخرى. السلطات الإقليمية هي 16 مجلساً بلدياً و 57 من مجالس المقاطعات ومجلس جزر تشاتام.
أربعة من المجالس الإقليمية (مدينة واحدة وثلاثة أقاليم) ومجلس جزر تشاتام أيضاً تقوم بمهام المجلس الإقليمي والمعروفة باسم السلطات الوحدوية. مقاطعات السلطة الإقليمية ليست تقسيمات فرعية عن مقاطعات المجلس الإقليمي، وعدد قليل منها يغطي حدود المجلس الإقليمي.
أقاليم نيوزيلندا هي (النجمة دلالة على السلطات الوحدوية): نورثلاند وأوكلاند ووايكاتو وخليج بلنتي وجيسبورن* وهوكس باي وتاراناكي وماناواتو - وانجانوي وولينغتون ومارلبورو* وتسمان* ونيلسون* والساحل الغربي وكانتربري وأوتاجو وساوثلاند وجزر تشاتام*.
كدولة رئيسية في جنوب غرب المحيط الهادئ، تمتلك نيوزيلندا علاقة عمل وثيقة مع العديد من الدول الجزرية حولها وتستمر في رابطة سياسية مع جزر كوك ونييوي وتوكلو. تدير نيوزيلندا قاعدة سكوت في شطرها من القطب الجنوبي (تبعية روس). تستخدم بلدان أخرى مدينة كرايستشيرش لدعم قواعدها في القطب الجنوبي مما منح المدينة لقب «بوابة القارة القطبية الجنوبية».

## الجغرافيا والبيئة

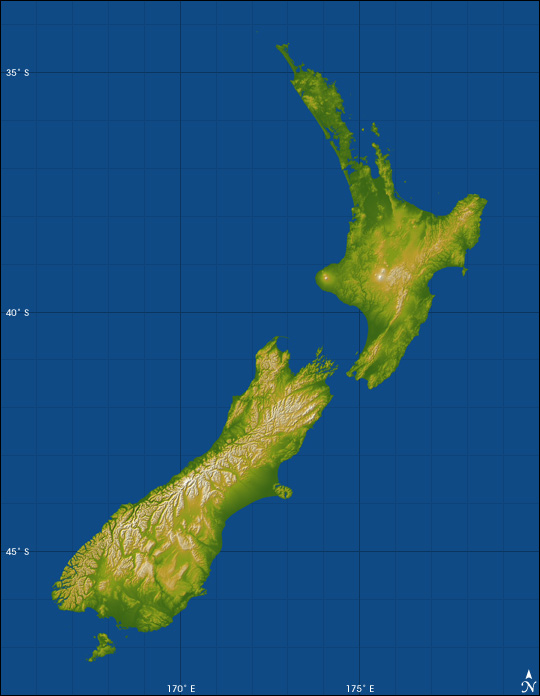
طبوغرافيا نيوزيلندا

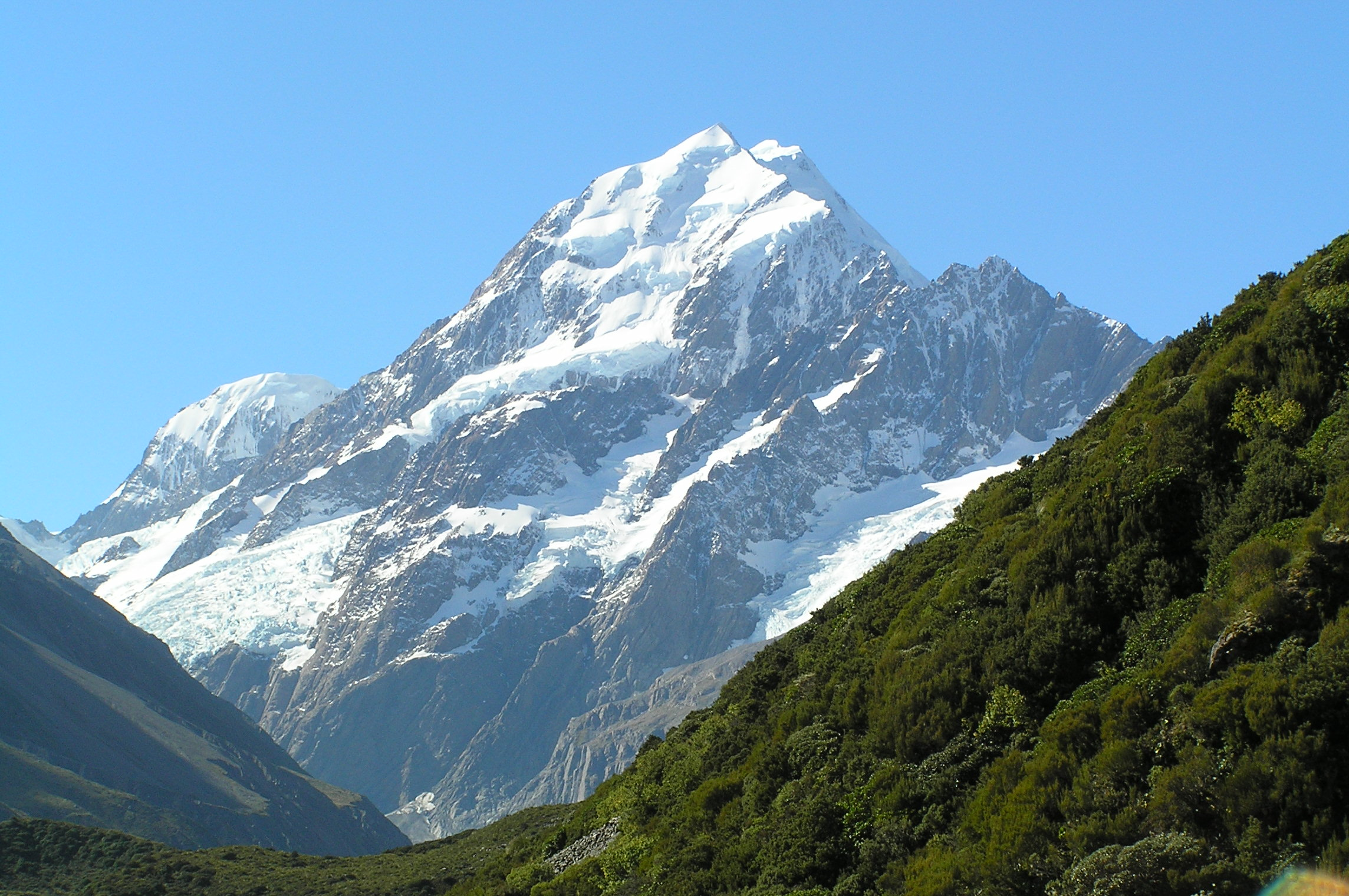
جبل كوك أعلى جبال نيوزيلندا

تتألف نيوزيلندا من جزيرتين رئيسيتين، الشمالية (تي إكا آ ماوي)والجنولية (تي واي بونامو) بلغة الماوري، وعدد آخر من الجزر الأصغر الواقعة بالقرب من مركز نصف الكرة المائي. يفصل بين الجزيرتين الشمالية والجنوبية مضيق كوك والذي يبلغ اتساعه 20 كيلومتراً عند أضيق نقطة. يبلغ مجموع مساحة الأراضي 268,021 كيلومتر مربع (103,483 ميل مربع) وهي بذلك أصغر قليلاً من إيطاليا أو اليابان وأكبر قليلاً من المملكة المتحدة.
تمتد البلاد على أكثر من 1600 كيلومترا (990 ميل) على طول محورها الرئيسي من الشمال الشرقي إلى الجنوب الغربي، مع ما يقرب من 15,134 كيلومترا (9404 ميل) من السواحل. أهم الجزر الصغرى المأهولة تشمل جزيرة ستيوارت (راكيورا) وجزيرة وايهيكي في خليج هوراكي أوكلاند وجزيرة جريت باريير شرق خليج هوراكي وجزر تشاتام التي تسمى ريكوهو من قبل موريوري. تمتلك نيوزيلندا موارد بحرية واسعة النطاق، حيث تحوز على سابع أكبر منطقة اقتصادية خالصة في العالم، بمساحة أكبر من أربعة ملايين كيلومتر مربع (1,500,000 ميلا مربعا) وهي أكبر بخمس عشرة مرة من مساحة أراضيها.
دفع تنوع المشهد الطبيعي النيوزيلندي بالبلاد لأن تكون موقعاً مفضلاً لإنتاج الأفلام والبرامج التلفزيونية، بما في ذلك ثلاثية سيد الخواتم والساموراي الأخير. الجزيرة الجنوبية هي الأكبر في نيوزيلندا ويقسمها على كامل طولها جبال الألب الجنوبية. هناك 18 قمة تتجاوز حاجز 3000 متر (9800 قدما) وأعلاها هو جبل كوك (أوراكي) عند 3754 متر (12316 قدم). الشطر العلوي من الجزيرة الجنوبية يحتوي على غابات في كاهورانغي ومتنزهات وطنية أخرى. الركن الجنوبي الغربي من الجزيرة الجنوبية هي فيوردلاند وهي منطقة من الجبال العالية تقطعها فيوردات عميقة.

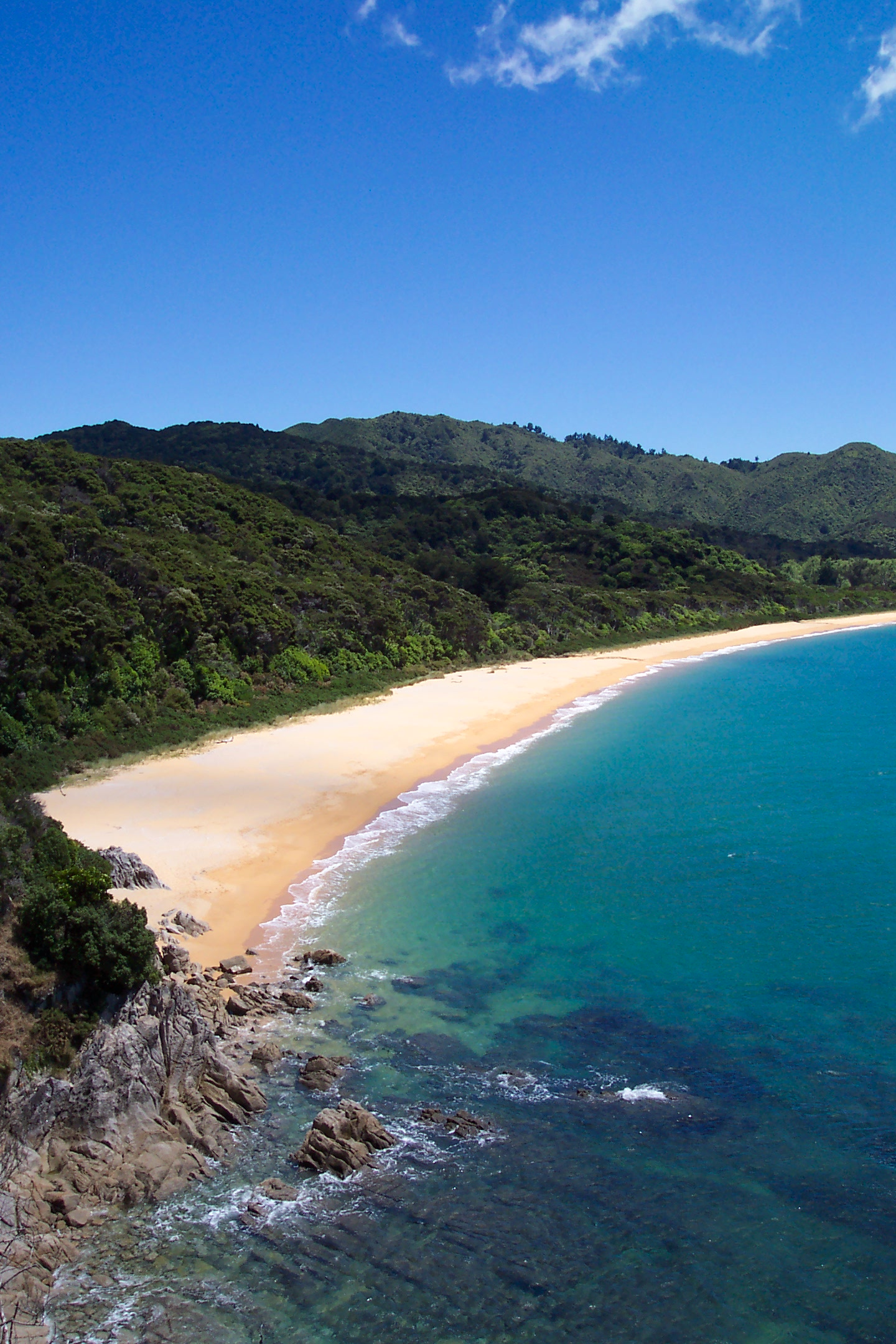
حديقة أبل تاسمان الوطنية في الجزيرة الجنوبية

الجزيرة الشمالية أقل جبلية لكنها تتميز بالنشاط البركاني. شكلت منطقة تاوبو البركانية عالية النشاط هضبة بركانية كبيرة وأعلى جبل في الجزيرة الشمالية وهو جبل روابيهو 2797 متر (9177 قدم) إضافة إلى كالديرا تشغلها بحيرة تاوبو وهي أكبر بحيرة في البلاد. شمال الجزيرة منطقة منبسطة تغطيها أشجار كاوري الضخمة.

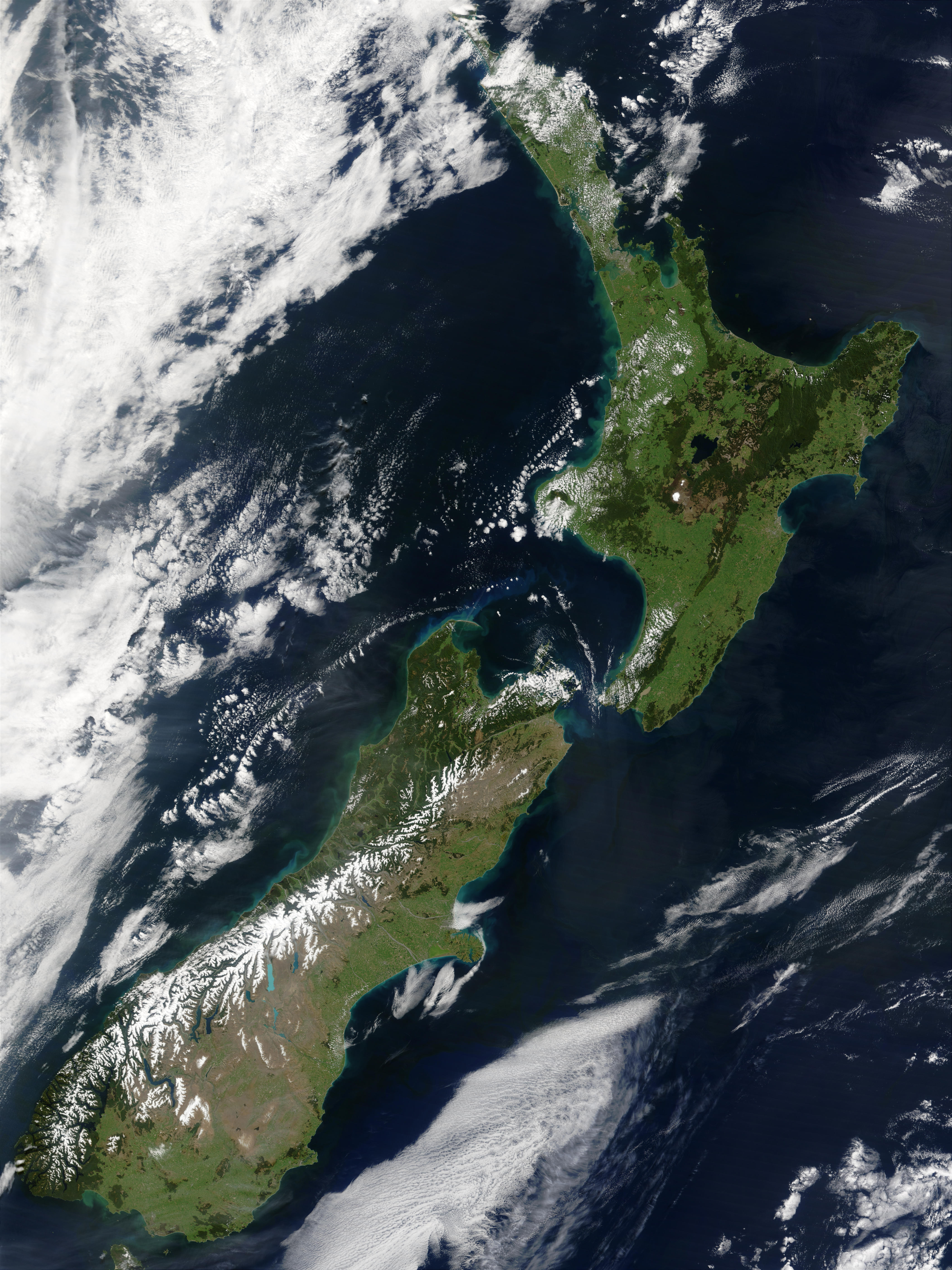
نيوزيلندا من الفضاء. جبال الألب الجنوبية مغطاة بالثلوج وتهيمن على الجزيرة الجنوبية، بينما تمتد شبه جزيرة نورثلاند في الجزيرة الشمالية تمتد نحو النطاق شبه الاستوائي

تدين البلاد بتضاريسها المتنوعة وربما حتى ظهورها على سطح البحر إلى الحدود الديناميكية التي تمتد بين صفيحتي المحيط الهادي والهندوأسترالية. نيوزيلندا جزء من زيلنديا وهي قارة صغيرة مساحتها تقريباً 5 ملايين كيلومتر مربع أي ثلثي حجم أستراليا والتي غرقت تدريجياً بعد انفصالها بعيداً عن قارة غندوانا العملاقة. حوالي 25 مليون سنة مضت بدأ تحول في الحركات التكتونية في تغيير طبيعة المنطقة. يظهر هذا الأمر جلياً في جبال الألب الجنوبية التي شكلها انضغاط القشرة بجانب الفالق الألبي. تشمل حدود الصفيحة اندخال صفيحة تحت أخرى مما نجم عنه خندق بويسيغور إلى الجنوب وخندق هيكورانغي شرق الجزيرة الشمالية وخندقي كيرماديك وتونغا في الشمال.
موقع نيوزيلندا على خطوط العرض في النصف الجنوبي من الكرة الأرضية يماثل موقع شبه جزيرة آيبريا (اسبانيا والبرتغال) في النصف الشمالي من الكرة الأرضية. مع ذلك فإن عزلتها عن التأثيرات القارية وتعرضها للرياح الجنوبية الباردة وتيارات المحيطات أعطت مناخ نيوزيلندا طابعاً أكثر اعتدالا بكثير. المناخ في جميع أنحاء البلاد معتدل وغالباً محيطي حيث نادراً ما تنخفض درجات الحرارة دون 0 درجة مئوية (32 درجة فهرنهايت) أو تزيد عن 30 درجة مئوية (86 درجة فهرنهايت) في المناطق المأهولة بالسكان. أقصى درجات الحرارة التي تم تسجيلها في البلاد كانت 42.4 درجة مئوية (108.3 درجة فهرنهايت) في رانغيورا في كانتربري و -21.6 درجة مئوية (-6.9 درجة فهرنهايت) في أوفير في أوتاجو.
تختلف الظروف المناخية بشكل حاد بين رطبة للغاية على الساحل الغربي من الجزيرة الجنوبية إلى شبه قاحلة في أوتاجو الوسطى وحوض ماكنزي في كانتربري الداخلية إلى شبه استوائية في نورثلاند. من المدن الرئيسية، كرايستشيرش وهي الأكثر جفافاً حيث يصلها فقط 640 ملليمتر (25 بوصة) من الأمطار سنوياً؛ أما أوكلاند فتنال النصيب الأكبر من الأمطار وهو ضعف نظيرتها كرايستشيرش. تتلقى أوكلاند وويلينغتون وكرايستشيرش متوسطاً سنوياً يزيد على 2000 ساعة من أشعة الشمس. الأجزاء الجنوبية والجنوبية الغربية من الجزيرة الجنوبية ذات مناخ أكثر برودة وأكثر غيوماً وتنال حوالي 1400-1600 ساعة أما الأجزاء الشمالية والشمالية الشرقية من الجزيرة الجنوبية فتتعرض لنحو 2400-2500 ساعة.

### التنوع الحيوي

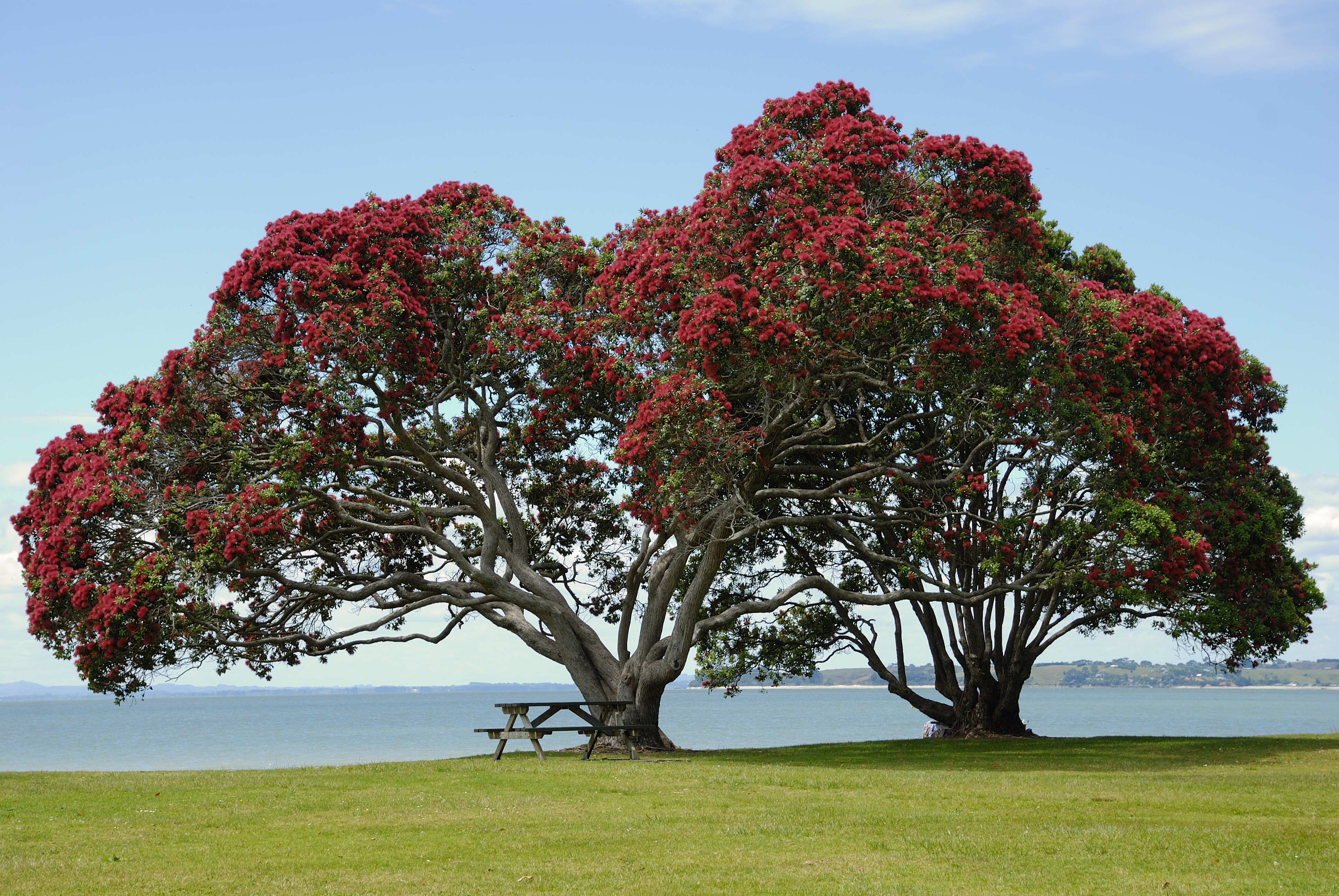
زهرة أشجار البوهوتوكاوا في بدايات الصيف.

بسبب عزلتها الطويلة عن بقية العالم وجغرافيتها الحيوية، تمتلك نيوزيلندا تنوعاً نباتياً وحيوانياً استثنائياً ينحدر من الحياة البرية التي كانت في غندوانا كما أن بعضها وصلها طيراناً أو سباحة عبر البحر. حوالي 80% من النباتات في نيوزيلندا متوطنة بما في ذلك 65 جنساً متوطناً. هناك نوعان رئيسيان من الغابات هما تلك التي تهيمن عليها أشجار الكاوري العملاقة و/ أو البودوكارب وفي المناطق الأكثر اعتدالاً أشجار الزان الجنوبي. أنواع الغطاء النباتي المتبقية في نيوزيلندا هي كتلة من عشب المراعي وغيرها والتي عادة ما توجد في المناطق قرب الجبلية ومناطق الأدغال المنخفضة بين المراعي والغابات.

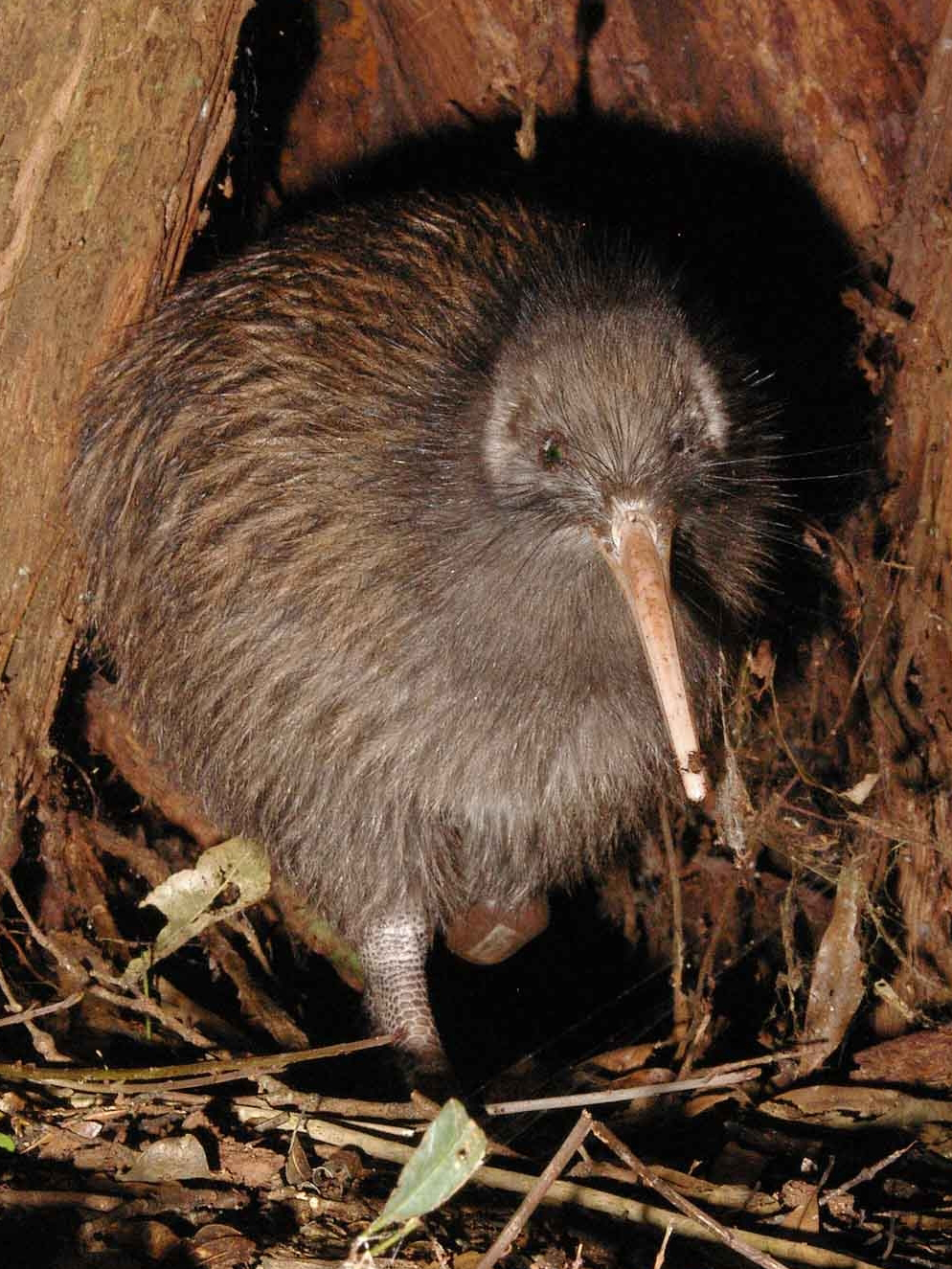
طير الكيوي المتوطن رمز وطني

حتى وصول البشر، غطت الغابات 80% من الأراضي. سكنت تلك الغابات مجموعة متنوعة من الحيوانات الضخمة بما في ذلك 9 أنواع من الموا (منقرضة الآن) وخمسة أنواع من الكيوي والتاكاهي والكاكابو وكلها عرضة للخطر بسبب تصرفات البشر. شملت الطيور الفريدة القادرة على الطيران صقر هاست والذي كان أكبر الطيور الجارحة في العالم (منقرض الآن) وببغاوات كاكا وكيا.
تشمل الزواحف المتوطنة في نيوزيلندا 51 نوعا من السكنك و 19 نوعا من أبو بريص ونوعان من تواتارا الأحفورية الحية. عدة مرات شوهدت في المياه الإقليمية 5 أنواع من السلاحف البحرية (أغلبها كانت السلحفاة جلدية الظهر العملاقة) وكذلك 3 أنواع من ثعابين البحر، معظم المشاهدات كانت في شمال الجزيرة الشمالية. لا توجد ثعابين برية. لا توجد عقارب وهناك فقط عنكبوت صغير سام وحيد هو الكاتيبو (8 ملمتر) وهو نادر ويقتصر وجوده على المناطق الساحلية. هناك 4 أنواع من الضفادع البدائية المتوطنة. هناك العديد من الأنواع المتوطنة من الحشرات بما في ذلك ويتا التي يمكن أن تنمو لتصبح بحجم فأر المنزل وهي أثقل الحشرات في العالم. كان يعتقد منذ أمد بعيد أن نيوزيلندا لم تمتلك أياً من الثدييات غير البحرية الأصلية ما عدا ثلاثة أنواع من الخفافيش (أحدها انقرض الآن). لكن في 2006 اكتشف العلماء عظاماً تعود لأكثر من 15 مليون سنة فريدة من نوعها من الثدييات البرية بحجم الفأر في منطقة أوتاجو من الجزيرة الجنوبية.

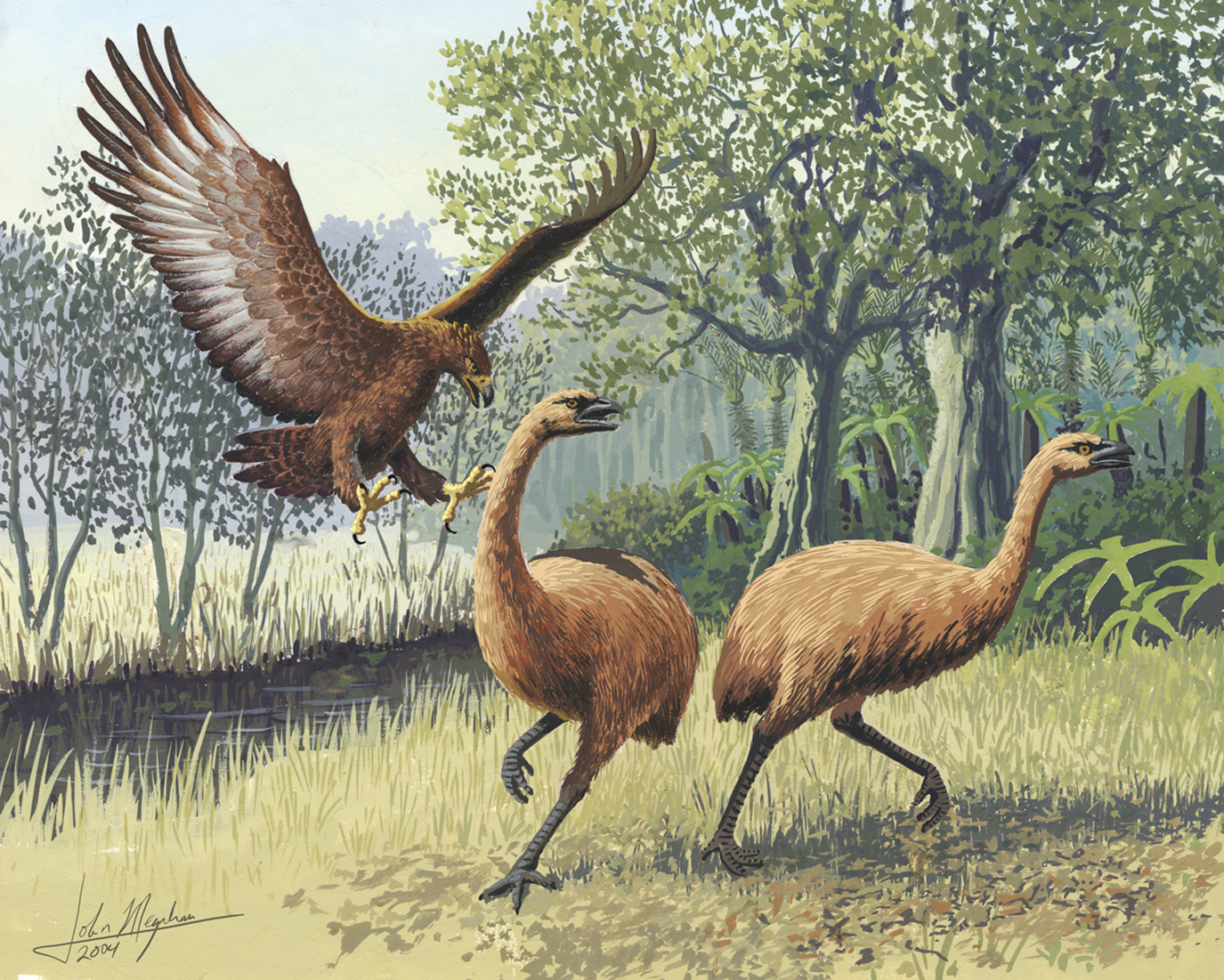
صقر هاست العملاق الذي انقرض بانقراض فريسته الموا.

عانت الحياة البرية الأصلية في نيوزيلندا من نسبة عالية من الانقراض بما في ذلك حوالي خمسين نوعاً من الطيور مثل هويا والموا والبومة الضاحكة والأدزبيل والنمنمة (التي احتلت الأدوار التي كانت للفئران في أماكن أخرى). يرجع ذلك إلى الأنشطة البشرية مثل الصيد والضغط من الحيوانات البرية مثل ابن عرس والقاقم والقطط والماعز والغزلان وبوسوم كث الذيل. يعتقد الآن أن خمسة من الأنواع النباتية الوعائية الأصلية قد انقرضت بما في ذلك هدال آدم وأنواع من لا-تنساني. تم اكتشاف عدة أنواع بعد الاعتقاد أنها انقرضت حيث تاكاهي هو أكبرها.
تقود نيوزيلندا العالم في مشاريع ترميم الجزر حيث يتم تنظيف الجزر البحرية من آفات الثدييات الدخيلة وإعادة الأنواع الأصلية. العديد من الجزر بما في ذلك اثنتين من جزر تشاتام هي محميات حياة برية حيث تم القضاء على الحيوانات الدخيلة مثل البوسوم والقوارض للسماح بإعادة إدخال الأنواع الاصلية المهددة بالانقراض إلى الجزر. هناك تطور أكثر حداثة يتمثل في الجزر الإيكولوجية. ساعدت الإدارة الحديثة في زيادة تعداد أنواع معينة بأعداد كبيرة. على سبيل المثال، في الثمانينات لم يتبقَّ سوى خمسة من أبو الحناء الأسود، بما في ذلك أنثى واحدة خصبة فقط. هناك الآن نحو 250 كلها تعود لتلك الأنثى.

## الاقتصاد
تمتلك نيوزيلندا اقتصاداً حديثاً ومزدهراً حيث يقدر الناتج المحلي الإجمالي (تعادل القوة الشرائية) بنحو 198.52 مليار دولار أمريكي في عام 2018. تتمتع البلاد بمستوى عال نسبياً من الناتج المحلي الإجمالي للفرد بنحو 40,118 دولار أمريكي في عام 2018 وتماثل في ذلك جنوب أوروبا. تعتمد نيوزيلندا اقتصاد السوق الذي يعتمد كثيرًا على التجارة العالمية. منذ عام 2000 حققت نيوزيلندا مكاسب كبيرة في متوسط دخل الأسر المعيشية. خلال الأزمة المالية 2007 - 2010 انكمش الناتج المحلي الإجمالي لخمسة أرباع متتالية وهي أطول فترة ركود في أكثر من ثلاثين عاماً.
تمتاز نيوزيلندا بمستوى عال من الرضا عن الحياة وفقاً للدراسات الاستقصائية الدولية وهذا على الرغم من انخفاض مستويات الناتج المحلي الإجمالي عن العديد من دول منظمة التعاون والتنمية الاقتصادية الأخرى. تحتل البلاد المرتبة 13 على مؤشر 2015 للتنمية البشرية والمرتبة 15 في مؤشر الإيكونوميست جودة الحياة العالمي لعام 2005. حازت البلاد على المرتبة الأولى من حيث رأس المال الاجتماعي والعاشرة في الازدهار العام في مؤشر الازدهار لمعهد ليجاتوم 2009. بالإضافة إلى ذلك، في إحصائية جودة الحياة لمعهد ميرسر لعام 2018 احتلت أوكلاند المرتبة الثالثة وويلينغتون المرتبة الخامسة عشر عالمياً. الضرائب في نيوزيلندا أخف عبئاً مما هي عليه في بلدان منظمة التعاون والتنمية الاقتصادية الأخرى. نيوزيلندا لديها اقتصاد عدم التدخل الرأسمالي وفقاً لبيت خبرة معهد فريزر.
قطاع الخدمات هو أكبر قطاع اقتصادي (68.8% من الناتج المحلي الإجمالي) يليه الصناعات التحويلية والبناء (26.9% من الناتج المحلي الإجمالي) ومن ثم الزراعة واستخراج المواد الخام (4.3% من الناتج المحلي الإجمالي).
تعتمد نيوزيلندا اعتماداً كبيراً على التجارة الحرة وخاصة في المنتجات الزراعية. تشكل الصادرات نحو 24% من إنتاجها وهو رقم مرتفع نسبياً (وهو حوالي 50% للعديد من البلدان الأوروبية الأصغر). وهذا ما يجعل نيوزيلندا عرضة خصوصًا لأسعار السلع الدولية والتباطؤ الاقتصادي العالمي. صناعات التصدير الرئيسية هي الزراعة والبستنة وصيد الأسماك والحراجة. وتشكل تلك نحو نصف صادرات البلاد. شركاء نيوزيلندا في التصدير هم أستراليا 20.5% والولايات المتحدة 13.1% واليابان 10.3% والصين 5.4% والمملكة المتحدة 4.9% (2006). تلعب السياحة دوراً هاماً في اقتصاد نيوزيلندا. ساهم القطاع في عام 2010 بنحو 15 مليار دولار (أو 9.1 ٪) من الناتج المحلي الإجمالي في نيوزيلندا، كما وفر وظائف لنحو 184,800 وظيفة بدوام كامل (9.6% من مجموع القوى العاملة في نيوزيلندا). يتوقع ارتفاع تعداد السياح إلى نيوزيلندا بمعدل 2.5% سنوياً.
الدولار النيوزيلندي هو العملة في نيوزيلندا. يستخدم أيضاً في جزر كوك ونييوي وتوكلو وجزر بيتكيرن. يعرف الدولار النيوزيلندي أحياناً باسم «دولار الكيوي» بشكل غير رسمي.
تتوقع مجلة الايكونومست لنيوزيلندا (2009) أن يبقى الموقف المالي للحكومة ضعيفاً بسبب «ضعف نمو الإيرادات والنفقات المتصاعدة». من المتوقع أن تتضخم الديون المستحقة على الحكومة من 25% (2008) إلى 40% (2013). سينكمش نمو الناتج المحلي الإجمالي في عام 2009 بنسبة 2.6% ومن ثم 2.2% بين 2010-2013 (على الرغم من أن هناك «مخاطر سلبية» قد تعرقل هذا النمو). سوف تستمر الحكومة في متابعة التجارة الخارجية. وسيكون معدل التضخم 1.4% في 2009 و 1.3% في 2010 وبوسطي 2.3% 2011 حتى 2013. من المتوقع أن يتراجع الدولار النيوزيلندي مقابل الدولار الأمريكي خلال 2010 ولكنه سيتعزز مرة أخرى بداية 2011 (لكن يشير التقرير إلى أن أسعار الصرف متقلبة ويصعب التنبؤ بها).

### التاريخ الحديث

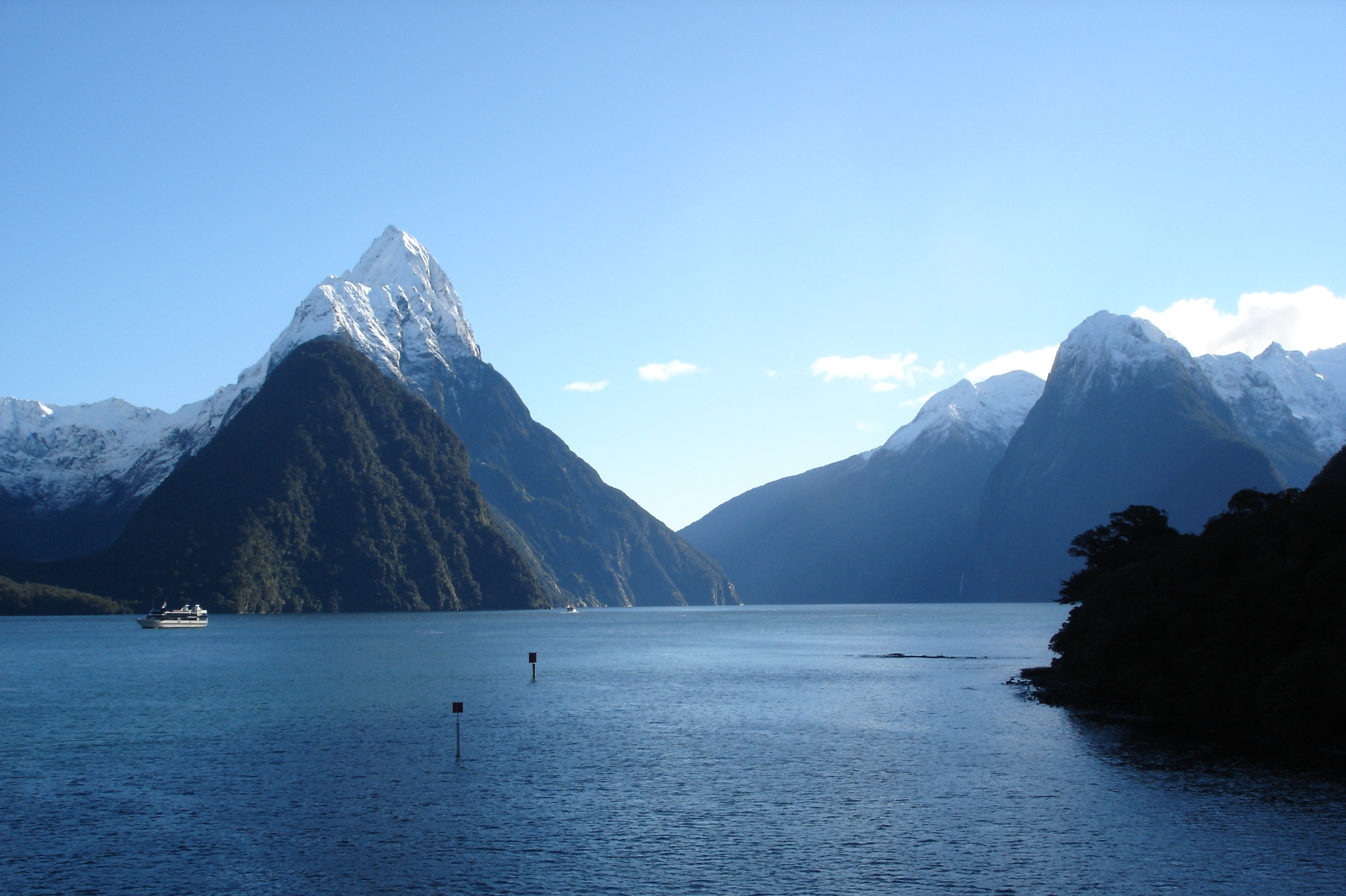
ملفورد ساوند، إحدى أشهر الوجهات السياحية في نيوزيلندا

تاريخياً، تمتعت نيوزيلندا بمستوى عال من المعيشة بسبب علاقاتها الوثيقة مع المملكة المتحدة، والسوق المستقرة لصادراتها. بني اقتصاد نيوزيلندا على نطاق ضيق من المنتجات الأولية مثل اللحوم والصوف ومنتجات الألبان. خلق ارتفاع الطلب على هذه المنتجات فترات مستمرة من الازدهار الاقتصادي، كما حصل في طفرة الصوف في نيوزيلندا لعام 1951. مع ذلك في عام 1973 ومع انضمام المملكة المتحدة إلى السوق الأوروبية المشتركة انتهت فعلياً العلاقة الوثيقة والخاصة اقتصادياً بين البلدين. كما ساهمت عوامل أخرى في السبعينات مثل أزمة النفط (1973 و 1979) في تقويض الاقتصاد النيوزيلندي، والذي لفترات قبل 1973 حققت مستويات معيشة تفوق تلك في أستراليا وأوروبا الغربية. أدت هذه الأحداث إلى أزمة اقتصادية قاسية وطويلة، حيث تراجع مستوى المعيشة في نيوزيلندا إلى ما وراء أستراليا وأوروبا الغربية، كما وصلت نيوزيلندا في 1982 إلى أدنى دخل للفرد بين جميع الدول المتقدمة التي شملها استطلاع البنك الدولي.
منذ عام 1984، شاركت الحكومات المتعاقبة في إعادة هيكلة الاقتصاد الكلي وتحويل نيوزيلندا من اقتصاد الحمائية العالية والتنظيم إلى اقتصاد التجارة الحرة. تعرف هذه التغييرات باسم روتاناسيا وروجرنوميكس تيمناً بوزيري المالية روجر دوغلاس وروث ريتشاردسون. بدأ الركود الاقتصادي بعد انهيار حصتها في السوق 1987 وتسببت في ارتفاع البطالة لتصل إلى 10% في أوائل التسعينات. تعافى بعد ذلك الاقتصاد وانخفض البطالة في نيوزيلندا إلى مستوى قياسي عند 3.4% في الربع الأخير من 2007، لتحتل المرتبة الخامسة بين دول منظمة التعاون والتنمية الاقتصادية السبعة والعشرين مع بيانات قابلة للمقارنة. في عام 2009، صنف اقتصاد نيوزيلندا في المرتبة الخامسة من حيث الحرية الاقتصادية حسب مؤشر مؤسسة التراث للحرية الاقتصادية.
تتركز أهداف الحكومة الحالية الاقتصادية على متابعة اتفاقيات التجارة الحرة وبناء «اقتصاد المعرفة». في 7 أبريل 2008، وقعت نيوزيلندا والصين اتفاقية التجارة الحرة وهو أول اتفاق من هذا القبيل توقعه الصين مع البلدان المتقدمة. تشمل التحديات الاقتصادية التي تواجه نيوزيلندا حالياً العجز في الحساب الجاري بنحو 2.9% من الناتج المحلي الإجمالي، والتطور البطيء في السلع غير الأساسية والنمو الفاتر في في إنتاجية العمل. شهدت نيوزيلندا سلسلة من «نزوح العقول» منذ السبعينات، حيث يغادر الشباب المتعلم بشكل دائم إلى أستراليا وبريطانيا والولايات المتحدة. يحث «نمط الحياة الكيوي» والعوامل الأسرية بعض المغتربين على العودة، بينما تلعب الشهادة العملية والثقافة والعوامل الاقتصادية دوراً عكسياً في دفع هؤلاء الناس إلى الخارج. في السنوات الأخيرة، فإن هجرة العقول كانت نحو البلاد من البلدان الفقيرة فضلاً عن أوروبا كمستوطنين دائمين.
في عام 2003 ألغت نيوزيلندا تجريم تجارة الجنس وهي الخطوة التي جذبت الاهتمام الدولي.
منذ عام 2000، نمت صناعة الأزياء في نيوزيلندا كثيرًا وتضاعفت الصادرات خلال فترة عشر سنوات وفقاً لمجلة الإيكونوميست. الأمة الآن «نابضة بالحياة وتتسع فيها صناعة الأزياء بشكل مطرد، مع 50 علامة تجارية حديثة بعمر عشر سنوات، نصفها يباع في الخارج.» جزء كبير من هذا النشاط مقره في أوكلاند. بلغت صادرات الملابس في 2007 نحو 315 مليون دولار بارتفاع 194 مليون دولار قبل عشر سنوات. هذا التحول ملحوظ لأمة كانت سمعتها في عالم الأزياء باهتة «الدبلوماسيون الزائرون علقوا على ميل نساء نيوزيلندا للشعر القصير وحقائب الظهر والأحذية معقولة... اتهمهن أحد السفراء أنهن كالجنود في ملابسهن، بينما قال آخر كأنهم يبدون في طريقهم لحضور جنازة»

### الطاقة
في 2008، ولد النفط والغاز والفحم ما يقرب من 69% من إمدادات الطاقة النيوزيلندية بينما ولدت 31% من الطاقة المتجددة والطاقة الكهرمائية والطاقة الحرارية الأرضية في المقام الأول. أصبحت جزر توكيلو في المحيط الهادي والتابعة لنيوزيلندا أول أمة في العالم تعتمد بشكل كامل على الطاقة الشمسية في توليد الطاقة.

### الزراعة
تمثل المنتجات الزراعية الصدارات الرئيسية لنيوزيلندا. حتى يونيو 2009، شكلت منتجات الألبان نسبة 21% (9.1 مليار دولار) من مجموع الصادرات، كما أن أكبر شركة في البلاد (فونتيرا) وهي شركة مختصة بمنتجات الألبان تتحكم تقريباً بثلث تجارة الألبان الدولية. أما المنتجات الزراعية الأخرى فهي كما يلي: اللحوم 13.2% والصوف 6.3% والفواكه 3.5% والصيد البحري 3.3 ٪. كما تزدهر صناعة النبيذ في نيوزيلندا حيث ازدهرت في عام 2007. أصبح النبيذ النيوزيلندي في المرتبة الثانية عشرة من بين صادرات البلاد في ذلك العام، حيث تجاوزت صادرات الصوف.
نادرا ما يتم إيواء الأبقار والأغنام داخل حظائر، ولكن في بعض الأحيان يتم تغذيتها بأعلاف مثل القش السيلاج ولا سيما في فصل الشتاء. أما الخنازير فيتم الاحتفاظ بها عادة داخل الحظائر سواء في صناديق خاصة بتربية الخنازير وتكاثرها أو تجري تربيتها في حظائر عامة ضمن مجموعات.
في عام 1984، ألغى حزب العمال الحاكم في نيوزيلندا آنذاك جميع أنواع الدعم والإعانات الزراعية.

## الديموغرافيا

### العرقيات والهجرة

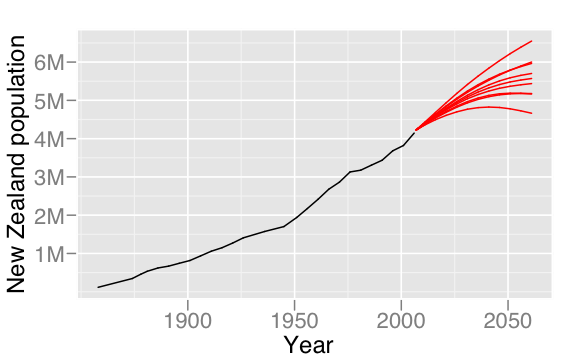
تطور تعداد سكان البلاد (أسود) وتوقعات النمو (أحمر)

بلغ تعداد سكان نيوزيلندا 4٬926٬870 نسمة (اعتبارا من ديسمبر 2018)، وهو أقل بقليل من سكان فنلندا أو النرويج. حوالي 74 % من سكان نيوزيلندا من المجموعات العرقية الأوروبية. تشير التسمية «باكيها» عادة إلى النيوزيلنديين من أصل أوروبي على الرغم من رفض البعض لها، بينما يستخدمها بعض الماوري للدلالة على غير الماوري من النيوزيلنديين. أغلب النيوزيلنديين الأوروبيين من أصل بريطاني وإيرلندي على الرغم من أن هناك أعداداً كبيرة من الهولنديين والدلماسيين والطليان والألمان بالإضافة إلى الهجرة غير المباشرة من أستراليا وأمريكا الشمالية وأمريكا الجنوبية وجنوب أفريقيا.
وفقاً لتوقعات تعداد 2006، سيشكل أبناء الأوروبيين بحلول عام 2026 ما يقرب من 64 % من جميع أطفال نيوزيلندا، مقارنة مع 73% في 2006. بينما سيشكل أبناء الماوري 29 % مقارنة بنحو 24% في عام 2006 أما أبناء المهاجرين من آسيا والمحيط الهادئ سيشكلون حوالي 18% لكل منهما مقارنة بنحو 9% و 12% في 2006 على التوالي. بلغ معدل الخصوبة في مارس 2009 نحو 2.2 طفل لكل امرأة في مقابل طفلين لكل امرأة في السنوات الثلاثين السابقة، مع إجمالي عدد مواليد أعلى من أي وقت مضى منذ عام 1961. في تقدير ثان للخصوبة كانت حصة المرأة الواحدة 2.02 طفل. من المتوقع أن يتراجع معدل الخصوبة على مدى السنوات الأربعين المقبلة وفقاً لأحد التقديرات.
متوسط العمر المتوقع للطفل المولود في عام 2008 كان 82.4 سنة للفتاة و 78.4 سنة للفتى. يتوقع أن يزداد متوسط العمر المتوقع عند الولادة (ذكور وإناث) من 80 سنة إلى 85 سنة في عام 2050. علاوة على ذلك من المتوقع أن ينخفض معدل وفيات الرضع إلى حد كبير من 2009 حتى 2050. في حين من المتوقع أن يصل إجمالي عدد السكان إلى 5,349,000 نسمة في عام 2050، ومتوسط أعمار السكان سيرتفع من 36 عاماً في 2009 إلى 43 في عام 2050، بينما أعداد من تجاوزوا الستين عاماً سترتفع من 18 % (2009) إلى 29 % (2050).
|                                  | 2005–2010 | 2010–2015 | 2015–2020 | 2020–2025 | 2045–2050 |
| -------------------------------- | --------- | --------- | --------- | --------- | --------- |
| الخصوبة (طفل للمرأة الواحدة)     | 2٫02      | 2٫02      | 1٫95      | 1٫88      | 1٫85      |
| توقع الحياة عند الولادة (سنوات)  | 80        | 81        | 82        | 82        | 85        |
| وفيات الأطفال لكل 1000 ولادة حية | 4٫6       | 4٫2       | 3٫9       | 3٫7       | 2٫7       |

ملاحظة: تكمل السنوات لعدد صحيح. المصدر: الأمم المتحدة.

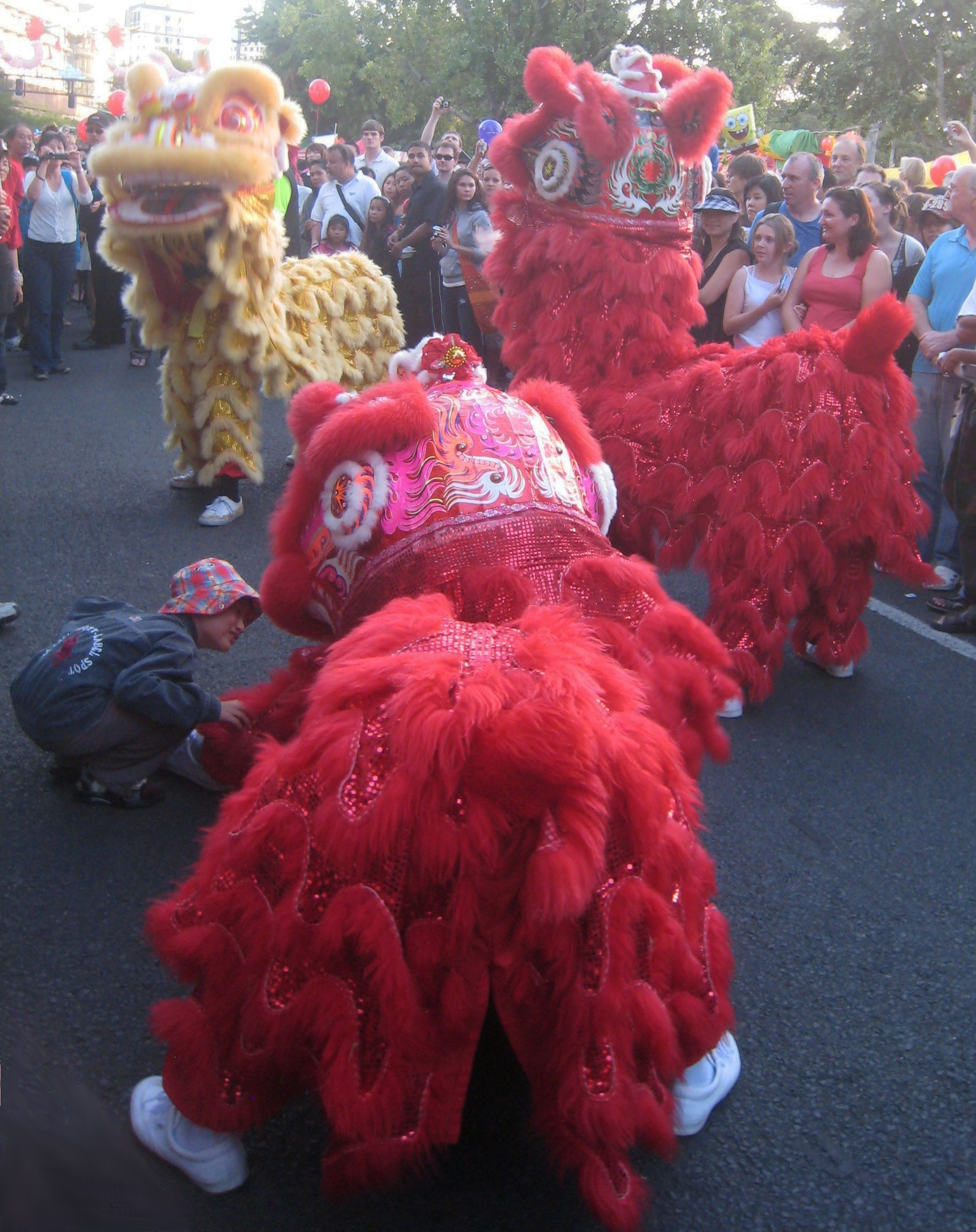
أكبر العرقيات نمواً في نيوزيلندا هم الآسيويون.

السكان الماوري الأصليين هم أكبر مجموعة عرقية غير أوروبية، وتمثل نسبة 14.9% من السكان في تعداد عام 2013. بينما يمكن للشخص اختيار أكثر من مجموعة إثنية واحدة، عرَّف أكثر من نصف (53%) الماوريين أنفسهم فقط كماوري. بلغ تعداد من عرفوا أنفسهم كعرقية آسيوية 9.2% من السكان بزيادة 6.6% عن تعداد 2001، في حين أن 6.9% من الناس يعودون لجزر المحيط الهادي. تشكل هذه النسب أكثر من 100 % لأنه بإمكان الشخص اختيار أكثر من مجموعة إثنية واحدة. استناداً إلى إحصاء 1961، فإن سكان نيوزيلندا كانوا 92% من الأوروبيين و 7% من الماوري حيث كان على الماوريين إثبات أن أحد والديه من الماوري. بينما شكل القادمون من آسيا والمحيط الهادئ 1 %.
سياسة الهجرة الجديدة لنيوزيلندا مفتوحة نسبياً وتلتزم الحكومة بزيادة عدد سكانها بنحو 1 % سنوياً. في 2008-2009، حدد هدف 45000 مهاجراً جديداً من قبل مكتب الهجرة النيوزيلندي (كما يمكن أن يزداد العدد بنحو 5000). ولد ما يقرب من 23% من السكان خارج البلاد وهو أحد أعلى المعدلات في العالم. في الوقت الحاضر، يشكل المهاجرون من المملكة المتحدة وإيرلندا أكبر مجموعة، وهو ما يمثل 29 % من أولئك الذين ولدوا في الخارج، لكن المهاجرين يقدمون من العديد من الدول، وعلى نحو متزايد من شرق آسيا (الصين غالباً، ولكن مع أعداد كبيرة أيضا من كوريا وتايوان واليابان وهونغ كونغ).
في حين أن التسمية هي نيوزيلنديون، فإن النيوزيلنديين يدعون أنفسهم بصفة غير رسمية بالكيوي.

### اللغة
كانت اللغة الإنجليزية اللغة الرسمية الوحيدة في نيوزيلندا حتى عام 1987، وما تزال سائدة في معظم أرجاء نيوزيلندا. أصبحت لغة الماوري لغة رسمية وفقاً لقانون 1987 للغة الماوري. وهناك أيضاً لغة الإشارة النيوزيلندية الخاصة بالصم طبقا لقانون خاص بهذه اللغة صدر عام 2006. هاتان اللغتان هما الأكثر شيوعاً واستخداماً في نيوزيلندا حيث يتحدث الإنجليزية 98 % من السكان بينما لغة الماوري يتكلم بها 4.1 % من السكان. هنالك لغات أخرى غير رسمية مثل لغة ساموا وهي اللغة غير الرسمية الأكثر استعمالاً (2.3 %)، تليها اللغة الفرنسية والهندية ويوي ولغة شمال الصين.
نسبة المتعلمين من البالغين في نيوزيلندا هي 99 %، كما أن 14.2 % من السكان البالغين يحملون درجة البكالوريوس أو أعلى. 30.4 % من السكان يشكل المؤهل الثانوي أعلى مستوياتهم، بينما نحو 22.4 % من النيوزيلنديين ليس لديهم مؤهلات رسمية.

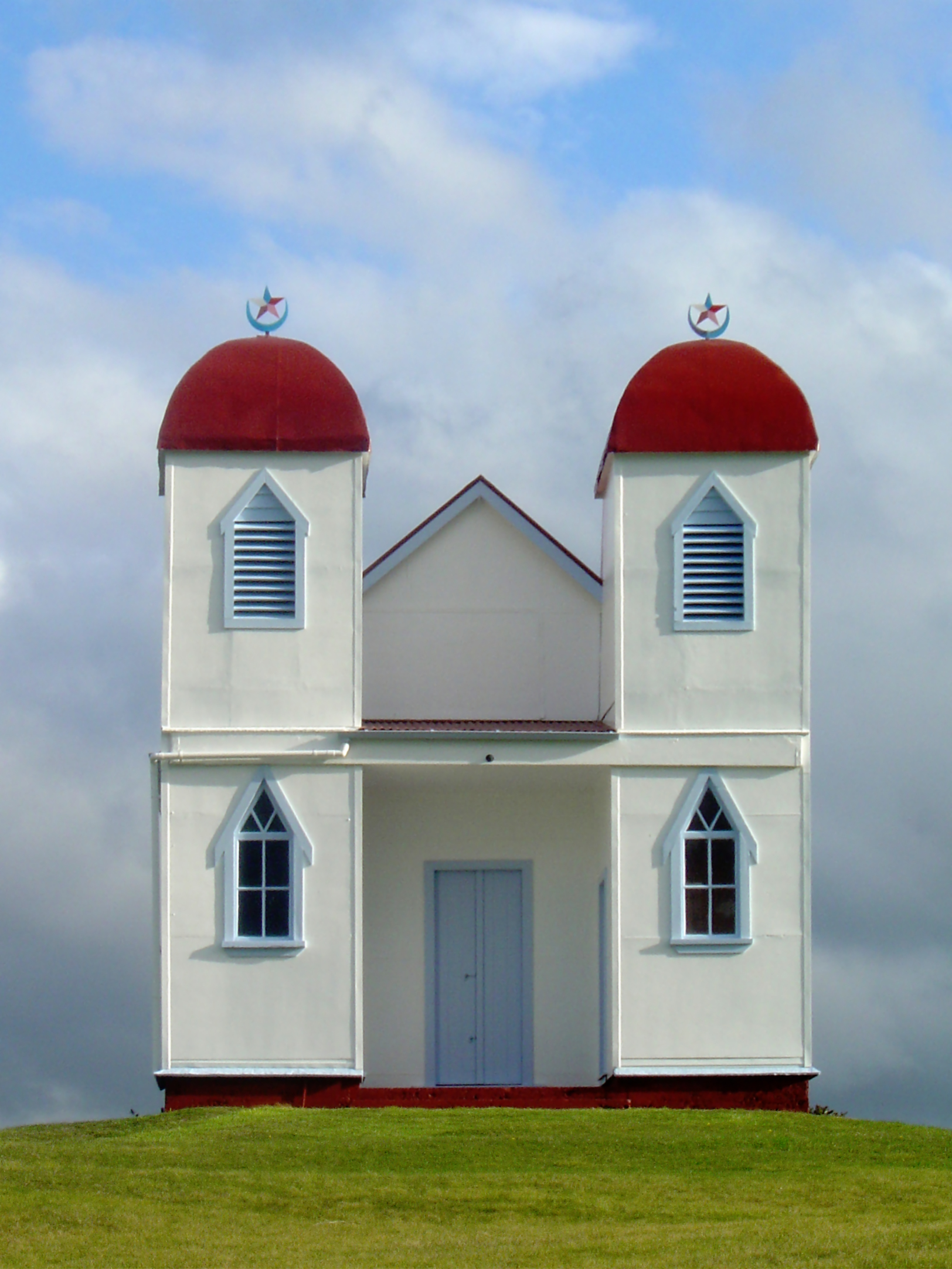
كنيسة راتانا

التغيرات في المعتقدات الدينية منذ 1991

وفقاً لتعداد 2013، المسيحية هي أكبر ديانة في نيوزيلندا ويتبعها 47.6% من السكان. شهدت هذه النسبة انخفاضاً عن عام 2001 حيث كانت النسبة 60.6%. كما كانت نسبة الذين قالوا أنهم بلا دين هي 42%، وشهدت هذه النسبة ارتفاعاً واضحاً مقارنة بتعداد عام 2001 حيث كانت 29.6%، بينما يتبع حوالي 4 % أدياناً أخرى. الطوائف المسيحية الرئيسية هي الأنجليكانية والكاثوليكية الرومانية والمشيخية والميثودية. هناك أيضاً أعداد من المنتمين إلى الخمسينية والكنيسة المعمدانية والكنيسة المورمونية. هناك أيضاً تمثيل لكنيسة راتانا النيوزيلندية المقر والتي تمتلك أتباعاً بين الماوري. وفقاً لأرقام التعداد السكاني، هنالك عدد من الأقليات الدينية الهامة مثل الإسلام والبوذية والهندوسية.

### التعليم

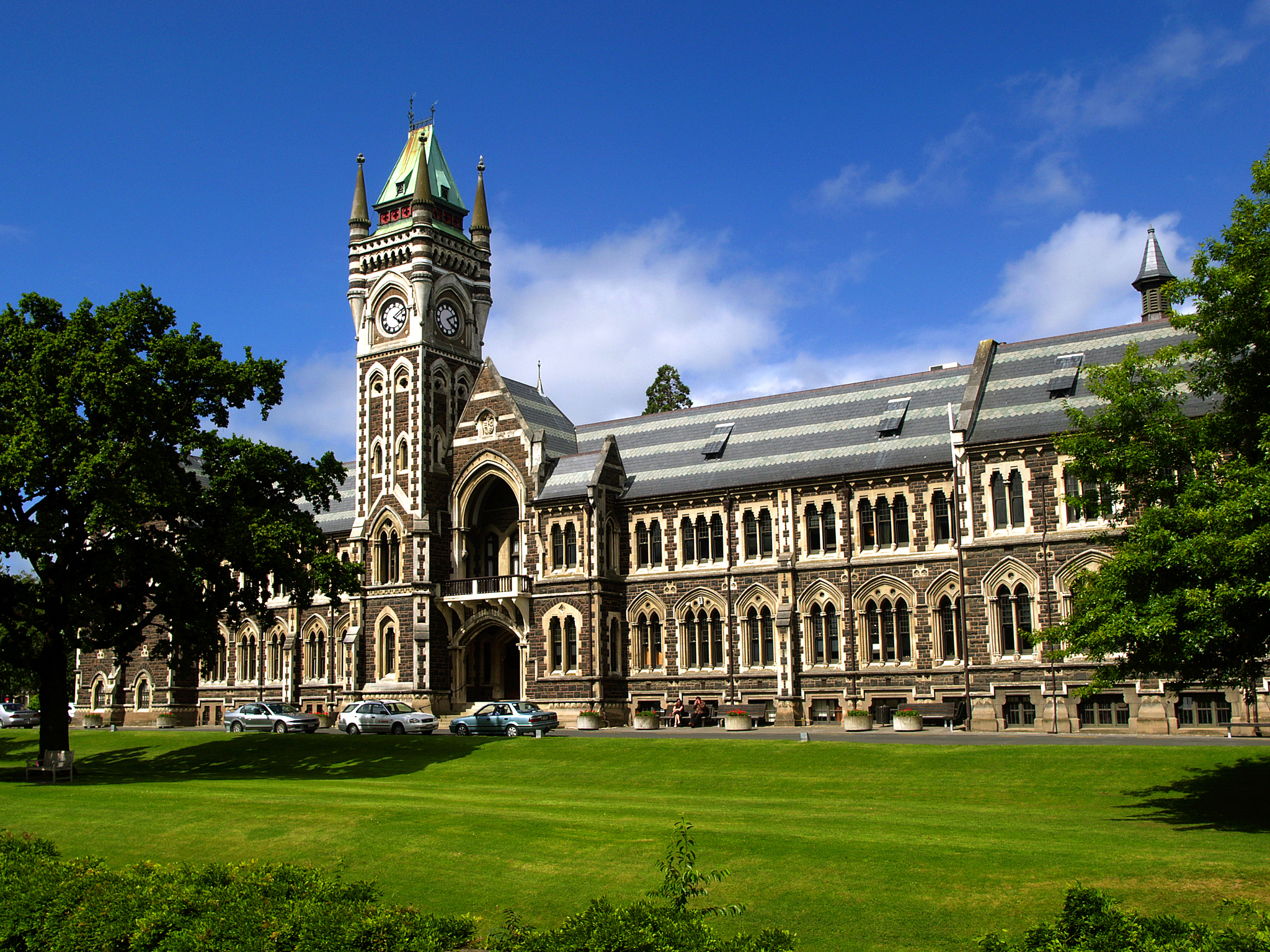
جامعة أوتاغو في دنيدن

إن التعليم في مرحلتيه الابتدائية والثانونية إلزامي للأطفال سن السادسة حتى سن السادسة عشر من ويبدأ غالبية الطلاب تعليمهم المدرس بدءاً من سنة الخامسة. يبلغ عدد السنوات الدراسية 13 سنة والمدارس الحكومية (العامة) مجانية لكل من المواطنين النيوزيلنديين والمقيمين الدائمين من عيد الميلاد الخامس للطفل حتى نهاية السنة التقويمية التي تتبع عيد ميلادهم التاسع عشر. تبلغ نسبة محو الأمية بين البالغين في البلاد 99%، وأكثر من نصف السكان المتراوحة أعمارهم ما بين الخامسة عشر والتاسعة والعشرين يحملون تأهيلاً تعليمياً خاصاً بمرحلة التعليم ما بعد الثانوي. ثمة خمسة أنواع من المؤسسات التعليمية ما بعد الجامعية التابعة للحكومة وهي الجامعات والكليات التعليمية والكليات متعدّدة التقنية (البوليتكنك) والكليات التخصصية ومعاهد الواناغا، بالإضافة إلى المؤسسات التأهيلية الخاصة. تحمل نسبة 14.2% من السكان البالغين شهادة البكالوريوس أو شهادات أخرى إضافية أعلى منها، فيما تحمل نسبة 30.4% أحد أشكال المؤهلات الثانوية كأعلى مؤهلاتهم، أمَّا نسبة 22.4 فلا تحمل أي مؤهل رسمي. يصنَّف البرنامج الدولي لتقييم الطلبة التابع لمنظمة التعاون الاقتصادي والتنمية نظام نيوزيلندا التعليمي في المرتبة السابعة عالمياً حيث أظهر الطلاب أداءاً استثنائياً في مهارات القراءة والرياضيات والعلوم.
لدى نيوزيلندا ثمانية جامعات، ومنها جامعات حكومية وأخرى خاصة. تتوزع الجامعات الثماني عبر أرجاء البلاد لتشكّل النظام الجامعي في نيوزيلندا عبر الجزيرتين الرئيسيتين من الشمال إلى الجنوب. كانت جامعة نيوزيلندا تاريخياً الجامعة الوحيدة المانحة للشهدات في البلاد إبَّان الفترة من عام 1874 حتى عام 1961، حيث كانت جامعة اتحادية تألَّفت من ستة جامعات كانت بمثابة كليَّات تأسيسية. قدَّمت الجامعات النيوزيلندية عام 2013 تعليماً تأهيلياً لأكثر من 180,000 طالب أو ما يكافئه لـ132,553 طالب بدوام كامل.
حلّت نيوزيلندا في المركز 27 في مؤشر الابتكار العالمي عام 2023، وتقدّمت للمركز 25 في مؤشر عام 2024.

### إحصاءات أخرى
في مسح لمنظمة التعاون والتنمية الاقتصادية بين 30 دولة ديمقراطية، احتلت نيوزيلندا مكاناً فوق المتوسط في المرتبة الثامنة من حيث سعادة سكانها (التي حددها متوسط الردود على أسئلة حول القناعة الشخصية والمشاعر الإيجابية في الآونة الأخيرة) على الرغم من أن البلاد احتلت مستوى منخفضاً نسبياً بين الدول التي شملها الاستطلاع حول الثروة الشخصية (التي يحددها متوسط الدخل الفردي).
نيوزيلندا بلد يغلب عليه الطابع الحضري، حيث يعيش 72 % من السكان في المناطق الحضرية الرئيسية الستة عشر، بينما يعيش 53 % في أكبر أربع مدن وهي أوكلاند وكرايستشيرش وويلينغتون وهاملتون.

## الثقافة

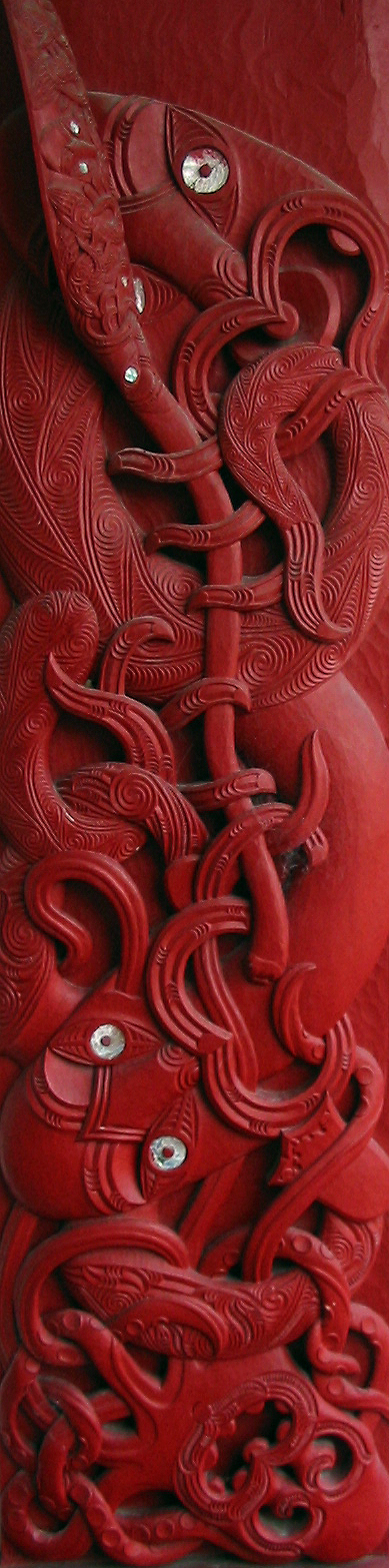
منحوتة خشبية تظهر كوبي يحارب وحشين من البحر.

كيفت ثقافة الماوري المبكرة الثقافة الشرق البولينيزية الاستوائية تماشيًا مع التحديات المرتبطة ببيئة أكبر وأكثر تنوعًا، وتطورت ثقافتهم في نهاية المطاف إلى ثقافة مميزة. كان التنظيم الاجتماعي طائفيًا إلى حد كبير بوجود عائلات وقبائل فرعية وقبائل يحكمها رئيس يحكم تنصيبه موافقة المجتمع. جلب المهاجرون البريطانيون والإيرلنديون جوانب ثقافتهم الخاصة إلى نيوزيلندا وأثروا أيضًا في ثقافة الماوري ولا سيما مع دخول المسيحية. ولكن الماوري لا يزالون ينظرون إلى ولائاتهم القبلية باعتبارها جزءًا حيويًا من هويتهم، حيث دور القرابة في مجتمع الماوري يشابه تلك في الشعوب البولينيزية الأخرى. في الآونة الأخيرة، بدأت الثقافات الأسترالية والأمريكية والآسيوية وغيرها من الثقافات الأوروبية في التأثير على نيوزيلندا. غير أن الثقافات البولينيزية غير الماورية جلية أيضًا حيث يجري مهرجان باسفيكا وهو أكبر مهرجان بولينيزي في العالم في أوكلاند سنويًا.

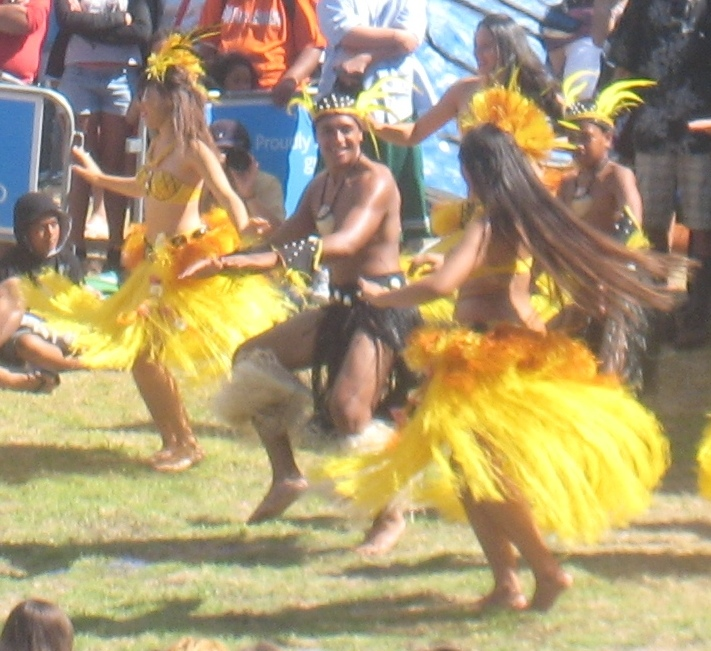
راقصون من جزر كوك في مهرجان باسيفيكا

قادت الحياة الريفية في بدايات نيوزيلندا إلى تصور النيوزيلنديين بأنهم شعب كادح حلال المشاكل الوعرة. يتوقع الحياء ويفرض من خلال «متلازمة الخشخاش طويل القامة» حيث تلقى المتفوقون الانتقادات القاسية. لم تعرف نيوزيلندا حينها كبلد فكرية. منذ بدايات القرن العشرين حتى أواخر الستينيات منه قمعت ثقافة الماوري عبر محاولة استيعاب الماوري في نيوزيلندا البريطانية. توفر التعليم العالي في الستينات وتوسعت المدن وبدأت المناطق الحضرية تهيمن على الثقافة. على الرغم من أن الغالبية العظمى من السكان يعيشون الآن في المدن، فإن الكثير من الفن النيوزيلندي والأدب والسينما والفكاهة ذات موضوعات ريفية.

### الفن
جزء من إعادة إحياء ثقافة الماوري، فإن الحرف التقليدية من نحت ونسيج تمارس الآن على نطاق واسع وتتزايد أعداد الفنانين الماوريين وتأثيرهم. تميز معظم منحوتات الماوري الشخصيات البشرية وعمومًا بثلاثة أصابع وبمنظر طبيعي أو رأس مفصل أو رأس مشوه. تتألف عمارة الماوري البارزة من بيوت منحوتة مزخرفة بنقوش ورموز توضيحية. صممت هذه المباني أصلًا ليعاد بناؤها باستمرار، وتغييرها وتكييفها حسب الاحتياجات المختلفة.
يزين الماوري الخشب الأبيض للزوارق والمباني باللون الأحمر (خليط من المغرة الحمراء ودهن القرش) والأسود (مصنوعة من السخام) وبرسم صور الطيور والزواحف وتصاميم أخرى على جدران الكهوف. منذ وصول الأوروبيين واللوحات والصور الفوتوغرافية تسيطر على المشهد الفني وليست كأعمال فنية وإنما كتصوير لنيوزيلندا. كانت صور الماوري شائعة أيضًا، حيث صورهم الرسامون المبكرون بأنهم «النبلاء المتوحشون» أو الجمال الغريب أو الأصليون الودودون. أدى انعزال البلاد إلى تأخر تأثير الاتجاهات الفنية الأوروبية مما سمح بتقدم الفنانين المحليين بأسلوبهم المميز الخاص الإقليمي. خلال الستينات والسبعينات جمع الكثير من الفنانين الفن الماوري التقليدي بالتقنيات الغربية وخلقوا أشكالًا فنية فريدة من نوعها. حققت الفنون والحرف النيوزيلندية تدريجيًا جمهورًا دوليًا مع المعارض في بينالي البندقية في عام 2001 و«الجنة الآن» في نيويورك في عام 2004.

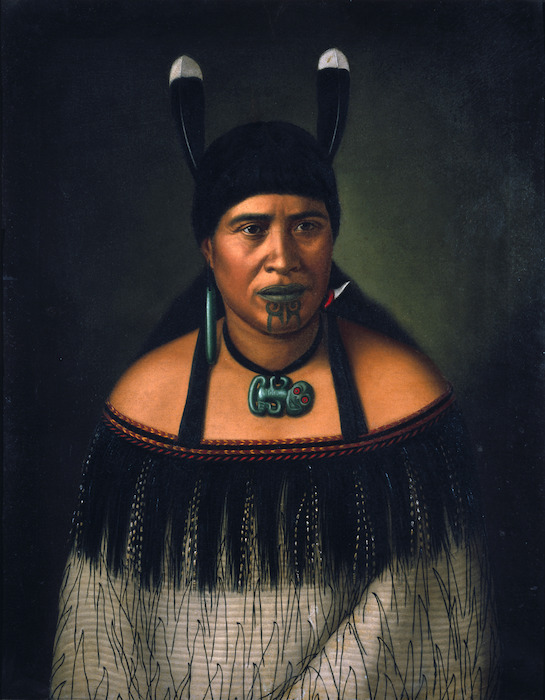
هاي تيكي

تصنع عباءات الماوري من ألياف الكتان الجميلة بأشكال مثلثية أو ألماسية منقوشة باللون الأسود والأحمر والأبيض وبغيرها من الأشكال الهندسية. كان طراز جرينستون في الأقراط والقلادات شائعًا مع تصميم هاي تيكي كأشهر ملامحه والذي هو عبارة عن صورة مشوهة لقوام إنسان جالس القرفصاء ورأسه إلى الجانب. جلب الأوروبيون الآداب والأزياء الإنجليزية حيث كان أكثر الناس حتى الخمسينيات يرتدون البذلات للمناسبات الاجتماعية. منذ ذلك الحين خفت المعايير وأصبحن الأزياء النيوزيلندية تعرف بأنها اعتيادية وعملية وباهتة. مع ذلك فإن صناعة الأزياء المحلية نمت بصورة ملحوظة منذ عام 2000، وتضاعفت الصادرات وزادت العلامات التجارية إلى نحو 50 مع بعضها ذو شهرة عالمية.

### الأدب
سرعان ما تبنى الماوري الكتابة بوصفها وسيلة لتبادل الأفكار، وحولوا الكثير من قصصهم وقصائدهم الشفهية إلى الشكل الكتابي. وصل معظم الأدب الإنكليزي المبكر من بريطانيا ولم يكن حتى الخسمينيات أن ظهرت منافذ النشر المحلية المتزايدة والتي بدأت تشتهر على نطاق واسع. وإن كانت لا تزال متأثرة إلى حد كبير بالاتجاهات العالمية (الحداثة) والأحداث (الكساد الكبير)، فإن الكتاب في الثلاثينيات بدؤوا تطوير القصص التي تركز بشكل متزايد على تجاربهم في نيوزيلندا. خلال هذه الفترة تغير الأدب من النشاط الصحفي إلى السعي الأكثر أكاديمية. أعطت المشاركة في الحربين العالميتين بعض الكتاب النيوزيلنديين نظرة جديدة عن الثقافة النيوزيلندية ومع توسع الجامعات في مرحلة ما بعد الحرب ازدهر الأدب المحلي.

### الموسيقى والإعلام
تأثرت الموسيقى النيوزيلندية بالبلوز والجاز والروك آند رول والريف والهيب هوب، حيث تمتلك العديد من هذه الأنواع نكهة نيوزيلندية خاصة. طور الماوري أغان تقليدية والأغاني من أصولهم القديمة من جنوب شرق آسيا وبعد قرون من العزلة طوروا «رتابة» فريدة من نوعها وصوتًا «كئيبًا». تستخدم المزامير والأبواق كآلات موسيقية أو كأدوات للتنبيه خلال الحروب أو في المناسبات الخاصة. جلب المستوطنون الأوائل موسيقاهم الخاصة مع فرق الموسيقية وموسيقى الجوقات الشعبية، وبدأ الموسيقيون التجوال في نيوزيلندا في العقد 1860. انتشرت فرق مزامير النفخ على نطاق واسع خلال بدايات القرن العشرين. بدأت صناعة التسجيل في نيوزيلندا منذ 1940 وما بعده وحقق العديد من الموسيقيين الجدد نجاحًا في بريطانيا والولايات المتحدة. سجل بعض الفنانين أغان بلغة الماوري كما أن الفن القائم على تقاليد الماوري مثل هاكا كابا (الغناء والرقص) حقق بعض النجاح.
ظهرت أول إذاعة في نيوزيلندا في عام 1922 والتلفزيون عام 1960، كما تزايدت أعداد الأفلام النيوزيلندية زيادة كبيرة خلال السبعينات. في عام 1978 بدأت لجنة السينما النيوزيلندية التي ساعدت صانعي الأفلام المحليين والذين حققوا نجاحًا واسعًا وبعضها شهرة دولية. أدى تحرير سياسات الإعلام في الثمانينيات إلى زيادة مفاجئة في عدد محطات الإذاعة والتلفزيون. يبث التلفزيون النيوزيلندي في المقام الأول برامج أمريكية وبريطانية إلى جانب عدد كبير من البرامج المحلية والأسترالية. أدى التنوع الكبير في المشهد في البلاد وحجمها المضغوط بالإضافة إلى الحوافز التي تقدمها الحكومة إلى تشجيع بعض منتجي الأفلام السينمائية ذات الميزانية الضخمة للقدوم إلى البلاد. تهيمن على صناعة وسائل الإعلام في نيوزيلندا عدد قليل من الشركات وهي في معظمها أجنبية رغم أن ملكية الدولة لا تزال قائمة لبعض محطات التلفزيون والإذاعة. بين عامي 2003 و 2008، صنفت منظمة مراسلون بلا حدود حرية الصحافة في البلاد في المراتب العشرين الأولى.

### الرياضة

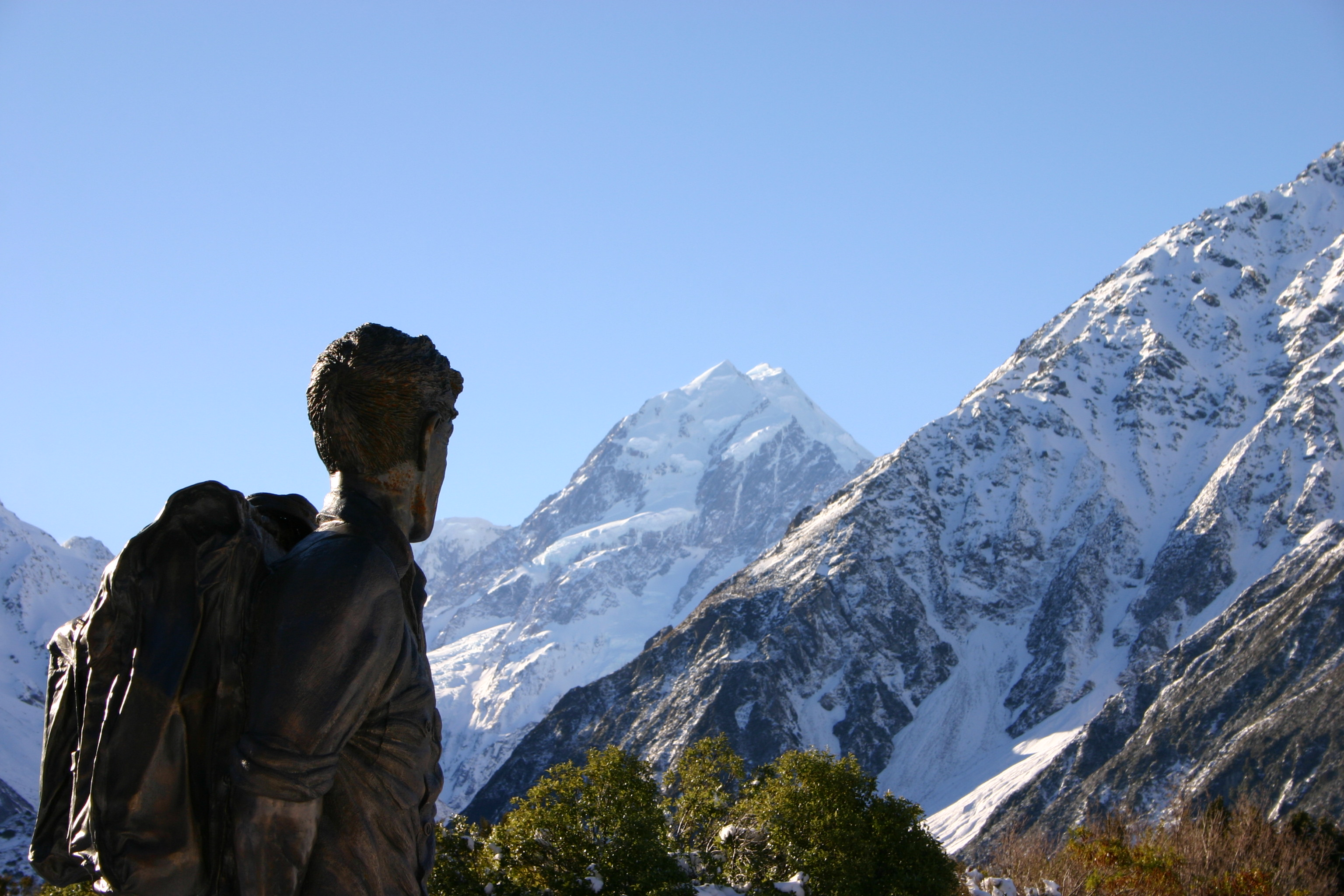
تمثال لمتسلق الجبال السير إدموند هيلاري ناظرًا نحو جبل كوك.

تعود معظم الرياضات الممارسة في نيوزيلندا لأصول إنجليزية. لعبة غولف وكرة الشبكة والتنس والكريكيت هي أكثر أربع رياضات ممارسة بينما كرة القدم هي الأكثر شعبية بين الشباب واتحاد الرجبي يجذب معظم المتفرجين. ساهمت جولات المنتصرين بالرجبي إلى أستراليا والمملكة المتحدة في أواخر العقد 1880 وأوائل القرن الماضي دورًا مبكرًا في غرس الهوية الوطنية، على الرغم من تراجع تأثير هذه الرياضة منذ ذلك الحين. سباق الخيل أيضًا من الرياضات ذات النسبة العالية من المتفرجين وأصبحت جزءًا من التقليد «رغبي وسباق الخيل والجعة» في الستينات. شارك الماوري في الألعاب الرياضية الأوروبية وبشكل خاص في لعبة الركبي حيث يمارس منتخب البلاد الهاكا (تحد ماوري تقليدي) قبل المباريات الدولية.
تمتلك نيوزيلندا فرقًا دولية قادرة على المنافسة في اتحاد الرجبي وكرة الشبكة والكريكيت ودوري الركبي والكرة اللينة وكذلك نافست جيدًا في الماراثون الثلاثي والتجذيف وسباق اليخوت وركوب الدراجات. حققت البلاد نسبة جيدة من حيث عدد الميداليات إلى عدد السكان في دورات الألعاب الأولمبية ودورة ألعاب الكومنولث. يعتبر منتخب نيوزيلندا لاتحاد الرجبي غالبًا الأفضل في العالم ويمتلكون أعلى نصيب من البطولات العالمية في تلك الرياضة. تعرف نيوزيلندا بالألعاب الرياضية المتطرفة وسياحة المغامرات ذات تقليد قوي وبالأخص تسلق الجبال. تمارس رياضات في الهواء الطلق مثل ركوب الدراجات وصيد السمك والسباحة والجري والتطواف والتجديف والصيد ورياضات الثلوج وركوب الأمواج. تزداد شعبية رياضة سباقات واكا آما البولينيزية وهي الآن لعبة رياضية دولية تضم فرقًا من جميع أنحاء منطقة المحيط الهادئ.

## معرض صور

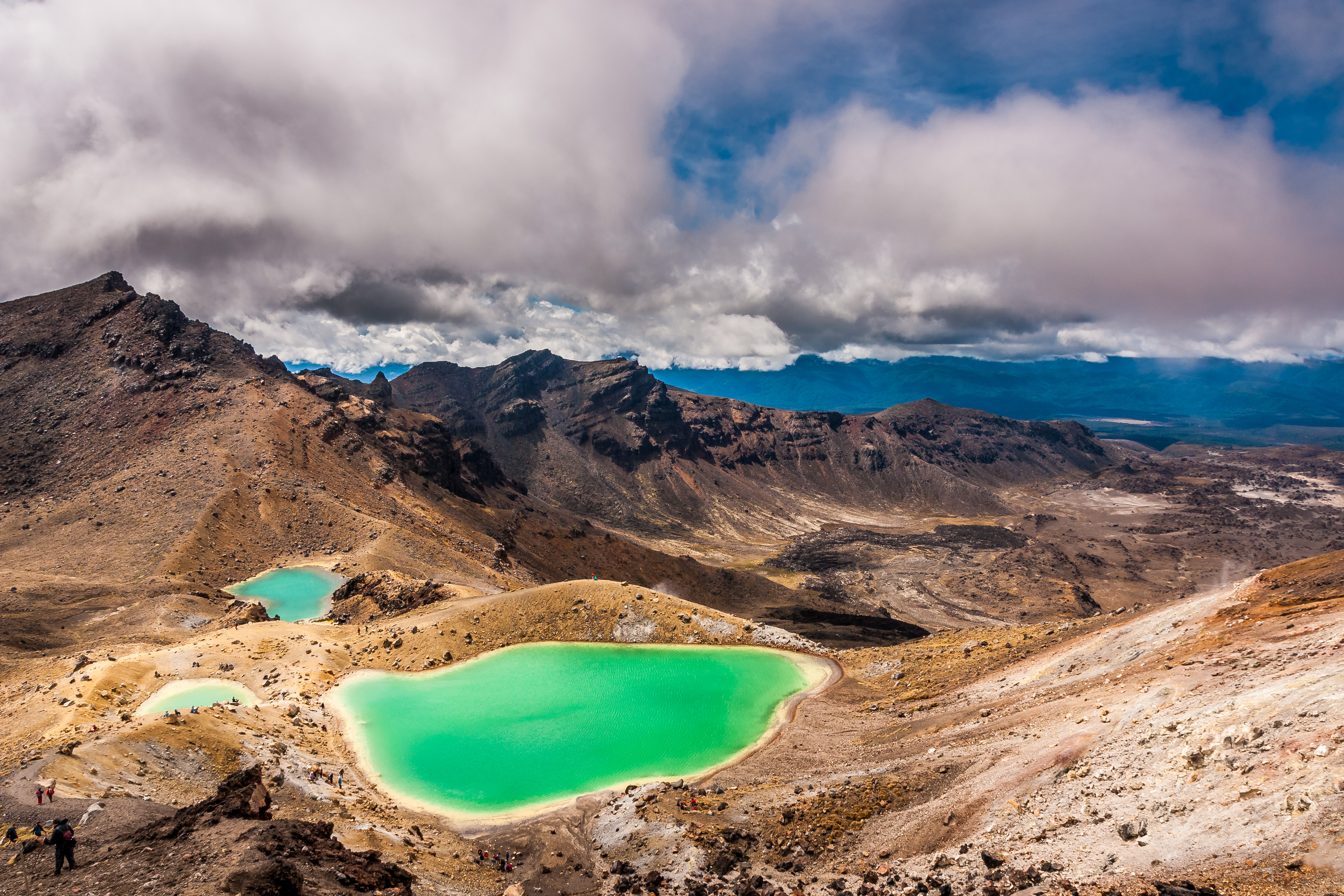
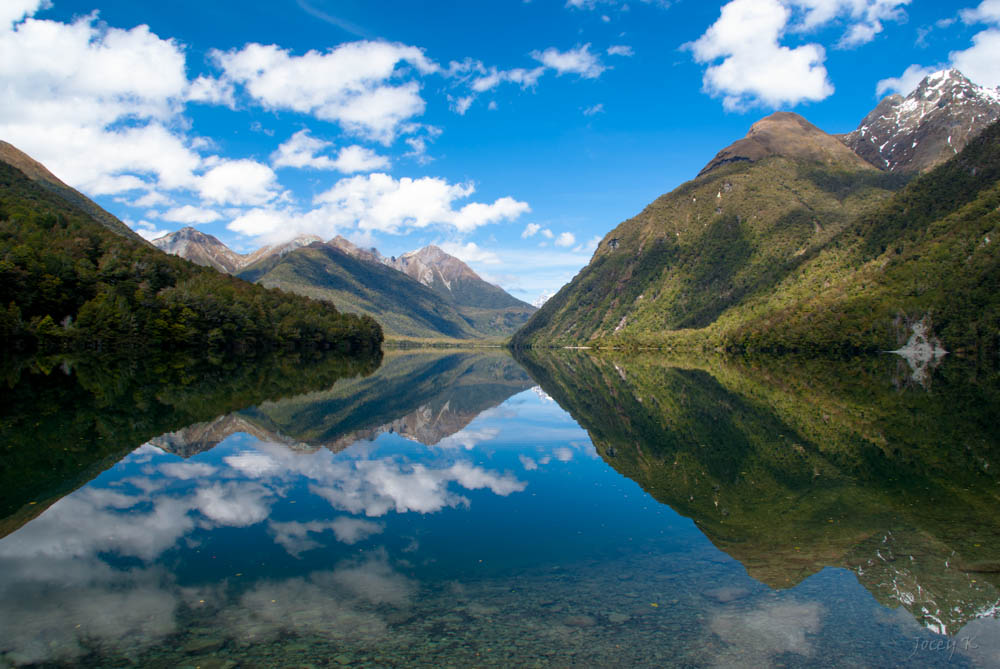
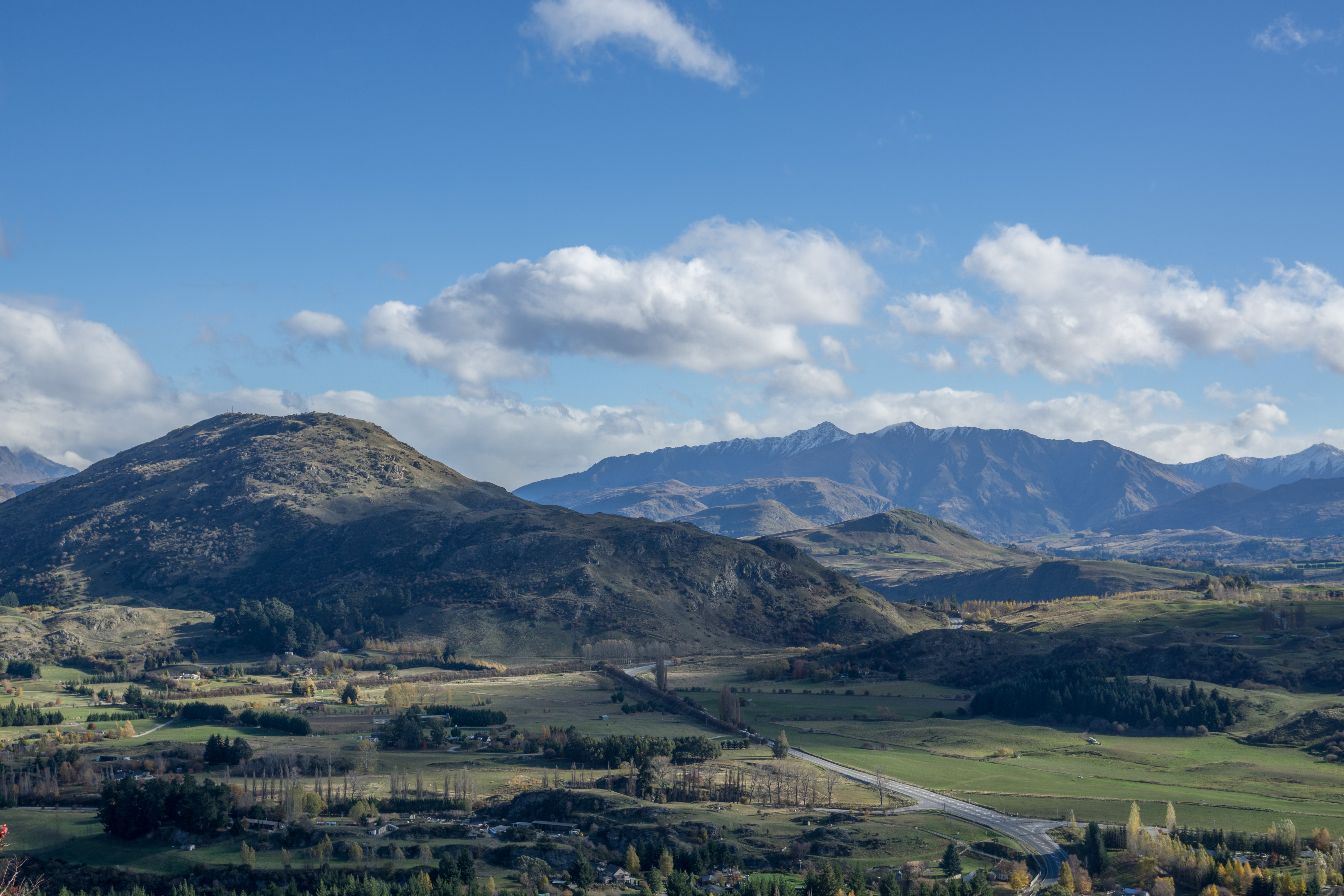
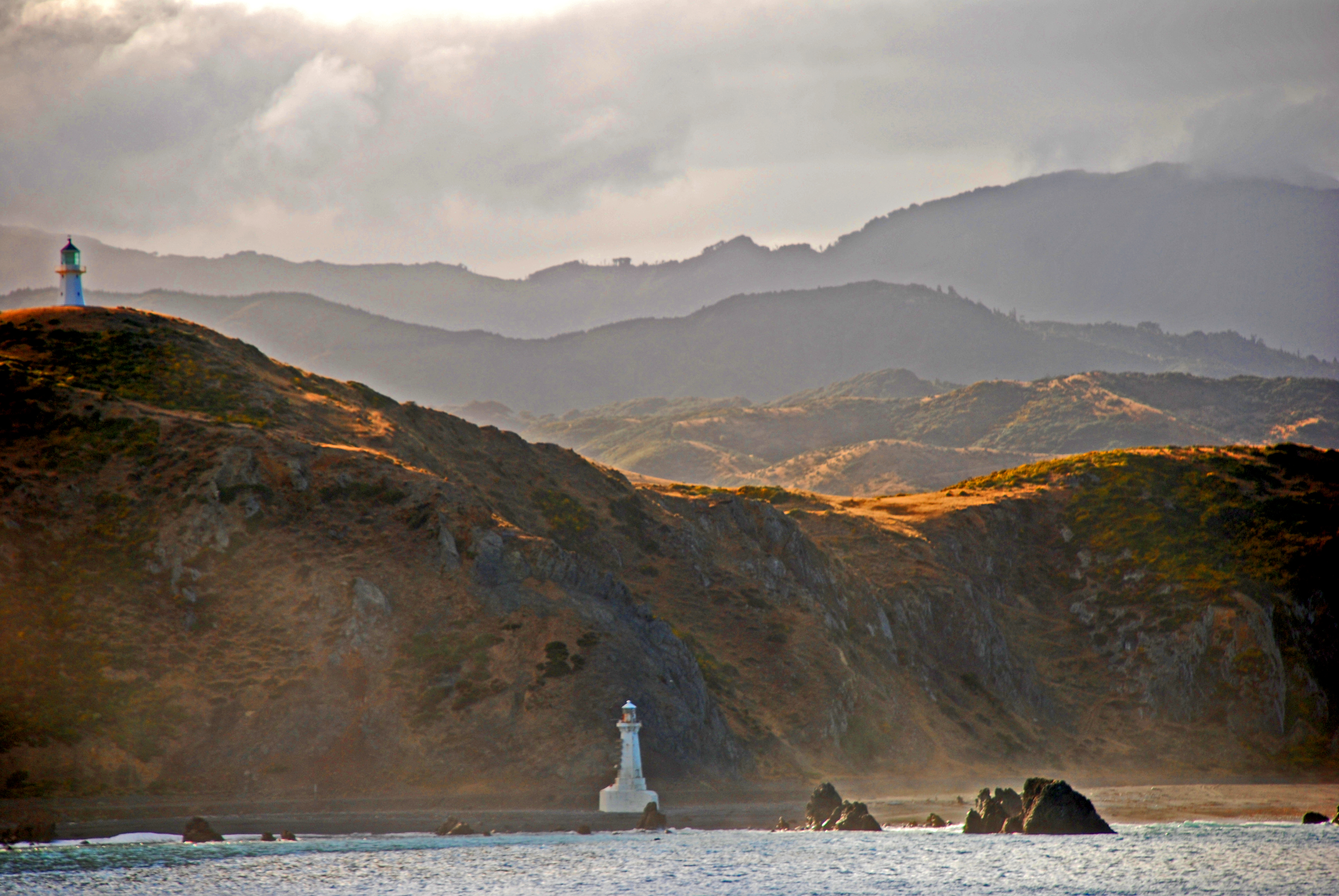

## وصلات خارجية
الحكومة
- موقع بوابة حكومة نيوزيلندا (بالإنجليزية)
- وزارة الثقافة والتراث – معلومات حول العلم والأنشدة والشعار الوطني (بالإنجليزية)
- موقع وكالة إحصاءات نيوزيلندا (بالإنجليزية)

معلومات عامة
- New Zealand from UCB Libraries GovPubs
- نيوزيلندا على مشروع الدليل المفتوح
- أطلس ويكيميديا حول New Zealand

أخرى
- موسوعة نيوزيلندا (Te Ara) (بالإنجليزية)
- New Zealand Plant Conservation Network website for information about the indigenous flora and species of introduced weed and animal pest
- New Zealand weather
- NZHistory.net.nz New Zealand history website

سفر
- Tourism New Zealand